# Positive Psychotherapie

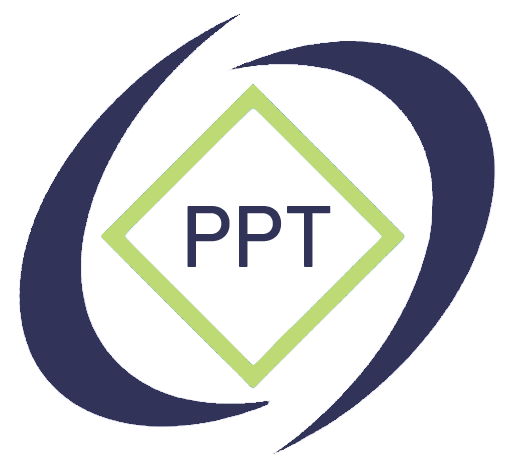
Offizielles PPT-Logo

Positive und Transkulturelle Psychotherapie (PPT nach Peseschkian, seit 1977) ist eine psychotherapeutische Methode, die vom Psychiater und Psychotherapeuten Nossrat Peseschkian und seinen Mitarbeitern in Deutschland ab 1968 entwickelt wurde. PPT ist eine Form der humanistischen psychodynamischen Psychotherapie und basiert auf einer positiven Auffassung der menschlichen Natur. Es handelt sich um eine integrative Methode, die humanistische, systemische, psychodynamische und kognitiv-behaviorale Elemente umfasst. Es gibt in zwanzig Ländern Zentren und Ausbildungsmöglichkeiten (Stand: 2024). Sie sollte nicht mit der positiven Psychologie verwechselt werden.

## Beschreibung
PPT ist ein therapeutischer Ansatz, der von Nossrat Peseschkian in den 1970er und 1980er Jahren entwickelt wurde.
Ursprünglich als „Differenzierungsanalyse“ bekannt, wurde sie später in „Positive Psychotherapie“ umbenannt, als Peseschkian 1977 sein Werk veröffentlichte, das 1987 ins Englische übersetzt wurde. Der Begriff „positiv“ oder „positivus“ (aus dem Lateinischen) in der PPT bezieht sich auf die tatsächlichen, realen und konkreten Aspekte der menschlichen Erfahrungen.
Das Hauptziel der PPT und ihrer Praktiker ist es, Patienten und Klienten dabei zu helfen, ihre Fähigkeiten, Stärken, Ressourcen und Potenziale zu erkennen und zu kultivieren. Dieser Ansatz kombiniert Elemente aus verschiedenen Modalitäten der Psychotherapie, darunter:
- eine humanistische Perspektive auf die menschliche Natur und das therapeutische Bündnis,
- ein psychodynamisches Verständnis von psychischen und psychosomatischen Störungen,
- ein systemischer Ansatz, der Familie, Kultur, Arbeit und Umwelt berücksichtigt, sowie ein praktischer, selbsthilfeorientierter und
- ein zielorientierter fünfstufiger Therapieprozess, der Techniken aus verschiedenen therapeutischen Methoden integriert[5]

Die PPT zeichnet sich durch ihren konfliktzentrierten und ressourcenorientierten Ansatz aus, der von transkulturellen Beobachtungen aus mehr als zwanzig verschiedenen Kulturen beeinflusst ist. Zwischen manualisierter kognitiver Verhaltenstherapie und prozessorientierter analytischer Psychotherapie angesiedelt, verwendet die PPT einen halbstrukturierten Ansatz für Diagnostik, Behandlung, post-therapeutische Selbsthilfe und Training.

## Über den Gründer

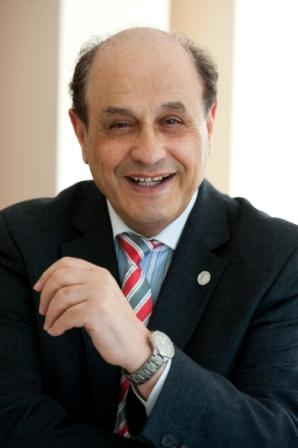
Dr. Nossrat Peseschkian

Nossrat Peseschkian war ein deutscher Psychiater, Neurologe, Psychotherapeut und Facharzt für psychosomatische Medizin iranischer Abstammung. In den späten 1960er und frühen 1970er Jahren ließ er sich von verschiedenen Quellen inspirieren:
- Der vorherrschende Geist jener Epoche, aus dem die humanistische Psychologie und ihre nachfolgenden Entwicklungen hervorgingen.
- Persönliche Begegnungen mit namhaften und einflussreichen Psychotherapeuten und Psychiatern wie Viktor Frankl, Jacob L. Moreno und Heinrich Meng.
- Die humanistischen und integrativen Prinzipien und Werte des Baháʼí-Glaubens.
- Das Streben nach einem integrativen Ansatz, insbesondere aufgrund der negativen Erfahrungen mit Konflikten zwischen Psychoanalytikern und Verhaltenstherapeuten in Deutschland zu dieser Zeit.
- Umfassende transkulturelle Beobachtungen, die von der Suche nach einer kultursensiblen Methodik geleitet werden.

Peseschkian ist mit der Entwicklung des Ansatzes verbunden, da seine Lebensgeschichte und seine Persönlichkeit dessen Entstehung stark beeinflusst haben. Peseschkian wurde von seinem Biografen als „Wanderer zwischen zwei Welten“ beschrieben; seine Biografie trug den Untertitel „Der Osten und der Westen“.
Laut Peseschkian wurde die Entwicklung der PPT durch seine Erfahrungen als Iraner, der seit 1954 in Europa lebte, motiviert. Dadurch wurden ihm die Unterschiede im Verhalten, in den Bräuchen und in den Einstellungen zwischen den Kulturen bewusst.
Dieses Bewusstsein begann in seiner Kindheit, als er beobachtete, wie sich seine religiösen Bräuche von denen seiner muslimischen, christlichen und jüdischen Klassenkameraden und Lehrer unterschieden. Seine Erfahrungen brachten ihn dazu, über die Beziehungen zwischen verschiedenen Religionen und Menschen nachzudenken und Einstellungen als Ergebnis von Weltanschauungen und Familienkonzepten zu verstehen. Während seiner Facharztausbildung wurde Peseschkian Zeuge von Konfrontationen zwischen verschiedenen psychiatrischen, neurologischen und psychotherapeutischen Methoden - Erfahrungen, die ihn lehrten, wie wichtig es ist, Vorurteile abzulegen.
Die PPT lässt sich auf die Grundlagen der humanistischen Psychologie und Psychotherapie zurückführen, die von Kurt Goldstein, Abraham Maslow und Carl Rogers geschaffen wurden. Der starke Einfluss der Psychoanalyse und ihrer nachfolgenden Entwicklungen, einschließlich neofreudianischer, psychosomatischer und fokussierter Ansätze wie der von Balint, prägte auch Peseschkians Perspektive. Als Reaktion auf diese Spaltungen strebte er danach, eine Metatheorie zu entwickeln, die die Lücken zwischen ihnen überbrücken kann. Gleichzeitig faszinierten und inspirierten bestimmte Prinzipien des Bahá'í-Glaubens Peseschkian sein ganzes Leben lang. Zu diesen Grundsätzen gehörten die Harmonie zwischen Wissenschaft und Religion, das Bahá'í-Konzept vom Menschen als einer „Mine, die reich an Edelsteinen von unschätzbarem Wert“ ist, und die Vision einer globalen Gesellschaft, die die kulturelle Vielfalt umfasst. Diese Prinzipien haben sein Werk und seine philosophische Einstellung maßgeblich geprägt.
Die Weiterentwicklung der PPT kann auf mehrere Faktoren zurückgeführt werden, die im Laufe der Zeit zu ihrer Entwicklung beigetragen haben. Zu diesen Faktoren gehören Erkenntnisse aus der medizinischen Weiterbildung, Erfahrungen aus der Arbeit mit Patienten in psychotherapeutischen und psychosomatischen Praxen, Interaktionen mit Menschen aus verschiedenen Kulturen, Religionen und Wertesystemen sowie die Vielfalt und Unterschiedlichkeit der Psychotherapiemethoden. Diese kumulativen Erfahrungen kulminierten 1969 in der Entwicklung der "Differentierungsanalyse", die später verfeinert wurde und 1977 als PPT erschien. Die Titel der frühen Bücher von Peseschkian, wie "Psychotherapy of Everyday Life" (1974) und "In Search of Meaning" (1983), spiegeln den Einfluss der Psychoanalyse und der existentiellen Psychotherapieschulen auf die Entwicklung der PPT wider. Außerdem wurde der Titel Positive Family
Therapy (1980) unterstreicht die parallele Entwicklung zur systemischen Familientherapie in den 1970er Jahren. Insgesamt verfasste Peseschkian 29 Bücher und zahlreiche Artikel zu diesem Ansatz und trug so zu dessen umfangreicher Literatur und Verbreitung bei.

## Entwicklung und Geschichte

### 1970–1980s
Die 1970er Jahre waren ein wichtiger Zeitraum für die Entwicklung und Akzeptanz der PPT, wie wir sie heute kennen. Sie waren ein Wendepunkt, an dem die PPT im Bereich der Psychotherapie eine breitere Anerkennung fand. In dieser Zeit begannen die Grundprinzipien der PPT Gestalt anzunehmen und wurden bei der Behandlung zahlreicher Patienten und ihrer Familien umgesetzt. Diese Prinzipien wurden auch auf den Prüfstand gestellt und bei internationalen Vorträgen im In- und Ausland vorgestellt. In dieser bedeutenden Zeit wurden vier der fünf grundlegenden Bücher der PPT veröffentlicht. Zu diesen Büchern gehören Psychotherapie des Alltags (ursprünglich 1974 unter dem Titel Schatten auf der Sonnenuhr erschienen), "Positive Psychotherapie" (ursprünglich 1977 auf Deutsch erschienen), "Orientalische Geschichten in der Positive Psychotherapie" (ursprünglich 1979 auf Deutsch erschienen) und "Positive Familientherapie" (ursprünglich 1980 auf Deutsch erschienen). In den 1970er Jahren wurden außerdem die ersten postgradualen Ausbildungen der PPT ins Leben gerufen, und 1974 wurde eine Ausbildungsorganisation gegründet, die später der Vorläufer der Wiesbadener Akademie für Psychotherapie (WIAP) wurde. Die Ärztekammer Hessen erkannte diese Ausbildungsorganisation 1979 für die Psychotherapieausbildung an. Außerdem wurde 1977 der "Deutsche Gesellschaft für Positive und Transkulturelle Psychotherapie" gegründet, der weltweit erste nationale Verband für PPT.
In den 1980er Jahren wurde die PPT kontinuierlich weiterentwickelt, was zur Veröffentlichung weiterer Bücher führte, wie z. B. In Search of Meaning (ursprünglich 1983 auf Deutsch erschienen und 1985 ins Englische übersetzt). Die Zusammenarbeit mit jungen Kollegen trug weiter zur Systematisierung der PPT-Methode bei. Ein wichtiger Meilenstein in dieser Zeit war die Fertigstellung der Dissertation von Hamid Peseschkian im Jahr 1988, der ersten Dissertation, die sich ausschließlich mit der PPT beschäftigte. In dieser Dissertation wurde ein wichtiger Fortschritt bei der Strukturierung des ersten Interviews in der PPT erzielt. Es wurde ein speziell für dieses Erstgespräch konzipierter Fragebogen eingeführt und anschließend einer psychodynamischen Studie unterzogen. 1988 wurde dieser Fragebogen für das Erstgespräch zusammen mit dem WIPPF (Fragebogen in PPT) mit geringfügigen Änderungen veröffentlicht. Dieser Vorläufer des späteren semistrukturierten psychodynamischen Erstgesprächs war eines der ersten Beispiele im Bereich der psychodynamischen Psychotherapie.
In den 1980er Jahren reiste Peseschkian viel, um PPT-Seminare in Entwicklungsländern in Asien und Lateinamerika zu halten. In dieser Zeit wurden wichtige PPT-Werke ins Englische übersetzt. Peseschkian führte auch Seminare in Managementtraining und Coaching durch und weckte das Interesse an der Anwendung der PPT in diesen Bereichen.

### 1990–2010
In dieser Zeit veröffentlichte Peseschkian 1991 sein letztes grundlegendes Werk, Psychosomatik und PPT (deutsche Fassung), das 2013 ins Englische übersetzt wurde. In diesem Buch wurde ein strukturierter und psychodynamischer Ansatz zur Behandlung verschiedener psychischer und körperlicher Störungen vorgestellt.
Die politischen Veränderungen in Mittel- und Osteuropa in den 1990er Jahren beschleunigten die internationale Expansion der PPT, die bereits in den 1980er Jahren begonnen hatte, erheblich. Die PPT stieß auf großes Interesse an diesen Kulturen, die eine einzigartige psychologische Position zwischen östlichen und westlichen Kulturen einnahmen. Die osteuropäischen Kollegen, die für ihre organisierte Arbeitsweise und ihren Wissensdurst bekannt sind, spielten eine entscheidende Rolle bei der Systematisierung der PPT-Seminare außerhalb Deutschlands. Bis 1990 wurden weltweit über 30 Zentren gegründet, beginnend mit dem ersten in Kasan, Russland. Die ersten nationalen Verbände für PPT wurden in Bulgarien (1993), Rumänien (2004) und Russland gegründet. Die Internationalisierung der PPT setzte sich mit der rechtlichen Registrierung des Internationalen Zentrums für PPT 1996 als Nichtregierungsorganisation (NRO) in Deutschland fort, aus der sich später der Weltverband für PPT (WAPP) entwickelte. Diese Entwicklungen fielen mit der Gründung der European Association of Psychotherapy (EAP) in Wien im Jahr 1990 zusammen, die berufliche und rechtliche Standards für die Psychotherapie festlegte. Vertreter der PPT waren von Anfang an aktiv an der EAP beteiligt.
Im deutschsprachigen Raum wurde durch die Veröffentlichung von Klaus Grawe im Jahr 1994 und die anschließende Diskussion um die Psychotherapiegesetze eine Debatte über die Wirksamkeit verschiedener Psychotherapiemethoden ausgelöst. Peseschkian und seine Kollegen führten daraufhin eine umfangreiche Wirksamkeitsstudie zur PPT durch, die 1997 mit dem Richard-Merten-Preis ausgezeichnet wurde. Diese Studie lieferte empirische Belege für die praktische Wirksamkeit der PPT und passte zu der zunehmenden Betonung evidenzbasierter Verfahren in der Psychotherapie.
Im Jahr 1999 wurde ein internationales Ausbildungscurriculum für fortgeschrittene Studien in PPT veröffentlicht, das auf Erfahrungen aus verschiedenen Ländern beruht. Im Jahr 2000 wurde die jährliche internationale Ausbildung für Ausbilder in Positiver Psychotherapie ins Leben gerufen. Die Ausweitung der PPT wurde in Deutschland formalisiert, indem die Wiesbadener Akademie für Psychotherapie (WIAP) die staatliche Anerkennung für die postgraduale Weiterbildung von Psychologen in psychodynamischer Psychotherapie und von Pädagogen und Sozialarbeitern in Kinder- und Jugendlichenpsychotherapie erhielt. Das deutsche Psychotherapeutengesetz von 1998 gab den Anstoß zu einer Weiterentwicklung des Curriculums und der Systematisierung der PPT-Aus- und Fortbildung, die über Deutschland hinauswirkte. Im Laufe der Jahre wurden in Osteuropa Grundlagenseminare abgehalten, aus denen neue Konzepte hervorgingen. Die PPT ging über ihren ursprünglichen medizinischen Kontext hinaus und fand in verschiedenen Bereichen Anwendung, u. a. in der Schul- und Universitätsausbildung, im Managementtraining und im Coaching. Der erste Weltkongress der PPT wurde 1997 in St. Petersburg, Russland, veranstaltet und findet seitdem alle drei bis vier Jahre statt. Im Jahr 2005 wurde an der Universität UTEPSA in Santa Cruz, Bolivien, das erste Graduiertenprogramm mit einem Master-Abschluss in PPT abgeschlossen. Die Prof.-Peseschkian-Stiftung, auch bekannt als Internationale Akademie für Positive Psychotherapie (IAPP), wurde 2005 von Manije und Nossrat Peseschkian gegründet. Sie fördert internationale Initiativen und ist für die Verwaltung des Internationalen Archivs für PPT zuständig.

### Seit 2010
Mit dem Tod von Nossrat Peseschkian, dem Gründer von PPT, im Jahr 2010 begann für die PPT-Gemeinschaft eine neue Phase.
Der Weltverband für Positive und Transkulturelle Psychotherapie (WAPP) ist der globale Dachverband für PPT. Sie wurde 1996 als Internationales Zentrum für PPT gegründet und besteht aus Einzelmitgliedern, nationalen Verbänden, Ausbildungsinstituten, Zentren und Repräsentanzen auf nationaler und regionaler Ebene. Sein Hauptziel ist es, seine Mitglieder und Personen, die sich für das Studium, die Ausübung und die Förderung der PPT interessieren, zu unterstützen. WAPP ist als gemeinnützige Organisation in Wiesbaden, Deutschland, eingetragen und zählt im Jahr 2023 über 2.200 Einzelmitglieder in 50 Ländern.
PPT ist eine offiziell von der European Association for Psychotherapy (EAP) anerkannte Modalität. Die European Federation of Centers for Positive Psychotherapy (EFCPP) ist eine europaweit tätige Organisation, die als European Wide Organization (EWO), European Wide Accrediting Organisation (EWAO) und ein Europäisches Akkreditiertes Psychotherapie-Ausbildungsinstitut (EAPTI) durch die IAPP-Akademie, die mit der EAP verbunden ist. Angehende Psychotherapeuten können das Europäische Zertifikat für Psychotherapie (ECP) in Positiver Psychotherapie erwerben, indem sie eine Ausbildung bei der EFCPP absolvieren.
PPT ist eine eingetragene Marke in den Vereinigten Staaten von Amerika (Registrierungsnummer 6.082.225). Im Jahr 2016 wurde die PPT sowohl in der Europäischen Union als auch in der Schweiz offiziell registriert.
Bis 2023 wurden nationale Verbände für PPT in Bulgarien, Georgien, Deutschland, Rumänien, dem Kosovo, der Ukraine und Äthiopien gegründet. Darüber hinaus wird PPT aktiv durch lokale oder regionale Schulungszentren in Armenien, Österreich, Belarus, Bulgarien, China, Zypern, Georgien, Deutschland, dem Kosovo, Lettland, Nordmazedonien, Polen, Rumänien, Russland, der Türkei, der Ukraine und dem Vereinigten Königreich gefördert. Seminare und Vorträge über PPT wurden in mehr als 80 Ländern weltweit abgehalten. Vor allem in Bulgarien, Russland, der Ukraine und der Türkei ist die PPT inzwischen Bestandteil der Lehrpläne für Psychologie- und Psychotherapieprogramme an Universitäten.

## Theorie

### Wichtigste Merkmale
Die Grundlagen der PPT sind in wissenschaftlichen Theorien verwurzelt, die auch in anderen Therapien zu finden sind. Peseschkians Methode kombiniert jedoch Elemente der psychodynamischen und humanistischen Psychotherapietheorien und -praktiken zu einem transkulturellen Psychotherapieansatz. Die PPT verfolgt außerdem einen integrativen Ansatz, der die individuellen Bedürfnisse des Klienten, salutogenetische Prinzipien, Familientherapie und Selbsthilfeinstrumente berücksichtigt.
Hauptmerkmale der PPT-Methode:
- Integrative Psychotherapiemethode
- Humanistische psychodynamische Methode
- Kohäsives, integriertes therapeutisches System
- Konfliktzentrierte Kurzzeitmethode
- Kultursensible Methode
- Verwendung von Geschichten, Anekdoten und Weisheiten
- Innovative Interventionen und Techniken
- Anwendung in der Psychotherapie, in anderen medizinischen Disziplinen, in der Beratung, in der Erziehung, in der Prävention, im Management und in der Fortbildung.

### Die wichtigsten Grundsätze
Die drei Hauptprinzipien oder Säulen der PPT sind:
- Das Prinzip der Hoffnung
- Das Prinzip des Balance
- Der Grundsatz der Beratung

Das Prinzip der Hoffnung besagt, dass Therapeuten den Patienten helfen sollen, den Sinn und Zweck hinter ihrer Störung oder ihrem Konflikt zu verstehen und wahrzunehmen. Folglich wird die Störung auf eine „positive“ Weise umgedeutet, was zu positiven Interpretationen führt. Hier sind einige Beispiele:
- Unter Schlafstörung versteht man die Fähigkeit, mit wenig Schlaf wach zu bleiben und zurechtzukommen.
- Depression wird als die Fähigkeit gesehen, Gefühle als Reaktion auf Konflikte tief zu erleben und auszudrücken.
- Unter Schizophrenie versteht man die Fähigkeit, gleichzeitig in zwei Welten oder einer lebhaften Fantasiewelt zu existieren.

Durch das Einnehmen dieser optimistischen Perspektive wird eine Veränderung der Sichtweise nicht nur für den Patienten, sondern auch für seine Umgebung möglich. So haben Krankheiten eine symbolische Funktion, die sowohl der Therapeut als auch der Patient anerkennen müssen. Der Patient lernt, dass die Symptome und Beschwerden der Krankheit als Signale zur Wiederherstellung des Gleichgewichts in den vier Dimensionen seines Lebens dienen.
Das Prinzip der Balance erkennt an, dass trotz sozialer und kultureller Unterschiede alle Menschen dazu neigen, sich bei der Bewältigung ihrer Probleme auf gemeinsame Bewältigungsmechanismen zu verlassen. Nossrat Peseschkian hat in Verbindung mit dem Balancemodell der PPT einen dynamischen und zeitgemäßen Ansatz zur Konfliktlösung in verschiedenen Kulturen entwickelt. Dieses Modell hebt vier grundlegende Aspekte des Lebens hervor:
- Körper/Gesundheit - psychosomatische Probleme.
- Leistung/Arbeit - Faktoren, die zu Stress beitragen.
- Kontakte/Beziehungen - mögliche Auslöser für Depressionen.
- Zukunft/Fantasie/Sinn des Lebens - Ängste und Phobien.

Obwohl diese vier Bereiche allen Menschen innewohnen, neigen westliche Gesellschaften dazu, den Bereichen körperliches Wohlbefinden und beruflicher Erfolg Vorrang einzuräumen, während die östliche Hemisphäre größeren Wert auf zwischenmenschliche Beziehungen, Vorstellungskraft und Zukunftsbestrebungen legt (ein transkultureller Aspekt der PPT). Es ist bekannt, dass unzureichende Kontakte und mangelnde Vorstellungskraft zu verschiedenen psychosomatischen Krankheiten beitragen.
Jeder Mensch entwickelt seine eigenen Bewältigungspräferenzen, wenn er mit Konflikten konfrontiert wird. Wenn jedoch eine bestimmte Art der Konfliktbewältigung dominiert, können andere Methoden in den Hintergrund treten. Die Inhalte von Konflikten, wie Pünktlichkeit, Ordnung, Höflichkeit, Vertrauen, Zeit und Geduld, werden als primäre und sekundäre Fähigkeiten kategorisiert, die auf den grundlegenden Fähigkeiten der Liebe und des Wissens aufbauen. Dies kann als eine inhaltliche Differenzierung von Freuds klassischem Modell von Es, Ich und Über-Ich gesehen werden.
Das Prinzip der Beratung führt das Konzept der fünf Phasen der Therapie und der Selbsthilfe ein, die in der PPT eng miteinander verwoben sind. In diesen Phasen werden sowohl der Patient als auch seine Familie gemeinsam über die Krankheit und die individuelle Lösung für sie informiert. Die fünf Phasen sind wie folgt:
1. Beobachtung und Distanzierung: In dieser Phase geht es darum, Wünsche und Probleme wahrzunehmen und auszudrücken und dabei ein gewisses Maß an emotionaler Distanz zu wahren.
2. Inventarisierung: Die kognitiven Fähigkeiten kommen ins Spiel, wenn der Patient über wichtige Lebensereignisse der letzten 5 bis 10 Jahre nachdenkt.
3. Situative Ermutigung: In dieser Phase stehen die Selbsthilfe und die Aktivierung innerer Ressourcen im Vordergrund. Der Patient wird ermutigt, auf frühere Erfolge bei der Lösung von Konflikten zurückzugreifen.
4. Verbalisierung: Die kommunikativen Fähigkeiten des Patienten werden hervorgehoben, damit er offene Konflikte und Probleme im Zusammenhang mit den vier Dimensionen des Lebens artikulieren und ausdrücken kann.
5. Erweiterung der Ziele: Diese Phase zielt darauf ab, eine zukunftsorientierte Ausrichtung des Lebens zu fördern, sobald die Probleme gelöst sind. Der Patient wird mit Fragen konfrontiert wie: „Was möchten Sie tun, wenn alle Probleme gelöst sind? Was sind Ihre Ziele für die nächsten fünf Jahre?“

Diese fünf Phasen umfassen einen umfassenden Therapie- und Selbsthilfeansatz, der einen Rahmen für die Behandlung der verschiedenen Aspekte des Wohlbefindens einer Person und die Förderung ihres persönlichen Wachstums und ihrer Zukunftswünsche bietet.

### PPT als eine Metatheorie
Peseschkian verfolgte zunächst ein zweifaches Ziel: erstens eine Methode zu entwickeln, die von den Patienten leicht verstanden und angewendet werden kann, und zweitens die PPT als Vermittler zwischen verschiedenen Psychotherapieschulen anzubieten. In seinem Buch "Positive Psychotherapie" (1977 auf Deutsch und 1987 auf Englisch erschienen) widmete er dieser Herausforderung ein ganzes Kapitel mit dem Titel „PPT und andere Psychotherapien“ (Seiten 365-400). Peseschkian betrachtete dieses Kapitel als das anspruchsvollste und arbeitsintensivste des Buches. Er betonte, dass die PPT nicht nur als eine weitere Methode innerhalb der Psychotherapie angesehen werden sollte. Vielmehr bietet sie einen umfassenden Rahmen, der die Auswahl geeigneter methodischer Ansätze für spezifische Fälle ermöglicht und den Wechsel zwischen diesen Methoden erleichtert. Im Wesentlichen stellt die PPT eine Metatheorie der Psychotherapie dar. Sie betrachtet Psychotherapie nicht nur als eine festgelegte Methode zur Behandlung spezifischer Symptomprofile, sondern auch als eine Reaktion auf die breiteren gesellschaftlichen, transkulturellen und sozialen Kontexte, in denen sie stattfindet.
Auch Peseschkian bestand darauf, dass die PPT nicht als ein geschlossenes und exklusives System betrachtet werden sollte, sondern dass sie verschiedenen psychotherapeutischen Methoden eine Bedeutung zuweist. Sie umfasst verschiedene Ansätze wie psychoanalytische, psychodynamische, verhaltenstherapeutische, gruppentherapeutische, hypnotherapeutische, medikamentöse und körpertherapeutische Verfahren. Die PPT kann als integrative Methode betrachtet werden, die mehrere Therapiedimensionen einbezieht.
Es dauerte fast zwei Jahrzehnte, bis Klaus Grawe und seine Kollegen in der Schweiz eine Metaanalyse über die Wirksamkeit verschiedener Psychotherapieansätze veröffentlichten und eine allgemeine Methode vorschlugen, die über die traditionellen Psychotherapieschulen hinausgeht. In den Vereinigten Staaten veröffentlichte Jerome Frank ein Schema für eine integrierte Psychotherapie, aber auch dieses Konzept wurde kontrovers diskutiert und nicht akzeptiert. Die Bewegungen für eklektische und integrative Psychotherapie, die seither zunehmend Akzeptanz gefunden haben, haben das Kernziel der theoretischen Integration jedoch umgangen und sich weitgehend mit der Randfunktion der Anwendung von Techniken aus verschiedenen Schulen begnügt. Heute besteht ein wachsender Konsens darüber, dass Faktoren wie das therapeutische Bündnis, Empathie, Erwartungen, kulturelle Anpassung und die Persönlichkeit des Therapeuten wichtiger sind als spezifische Methoden und Techniken.

### Positiver Ansatz
Die PPT betont die Mobilisierung vorhandener Fähigkeiten und Potenziale zur Selbsthilfe, anstatt sich primär auf die Beseitigung vorhandener Störungen zu konzentrieren. Die Therapie setzt an den Entwicklungsmöglichkeiten und Fähigkeiten der beteiligten Personen an (Peseschkian N., S. 1-7) und folgt damit dem Ansatz von Maslow, der den Begriff „positive Psychologie“ geprägt hat, um die Bedeutung der Konzentration auf die positiven Qualitäten des Menschen hervorzuheben. Symptome und Störungen werden als Reaktionen auf Konflikte betrachtet, und die Therapie wird als „positiv“ bezeichnet, weil sie die Ganzheit der betroffenen Personen anerkennt, einschließlich sowohl der Pathogenese von Krankheit als auch der Salutogenese von Freuden, Fähigkeiten, Ressourcen, Potenzialen und Möglichkeiten. (Jork K, Peseschkian N., S. 13).
Der Begriff des Positiven in der PPT basiert auf dem Konzept der „positiven Wissenschaften“ (nach Max Weber, 1988), das eine wertfreie Beschreibung des beobachteten Phänomens bedeutet. Nossrat Peseschkian verwendet den Begriff Positum in einem weiteren Sinne, nämlich als das, was vorhanden, gegeben oder tatsächlich ist. Dieser positive Aspekt der Krankheit ist für das Verständnis und die klinische Behandlung des Leidens ebenso wichtig wie der negative Aspekt. Die Therapie zielt darauf ab, vorhandene Fähigkeiten und Selbsthilfepotenziale zu mobilisieren und konzentriert sich auf die Entwicklungsmöglichkeiten und Fähigkeiten der Betroffenen, anstatt sie nur als „Symptomkiste“ zu behandeln. Peseschkian geht davon aus, dass Symptome und Störungen Reaktionen auf Konflikte sind, und die Therapie wird als „positiv“ bezeichnet, weil sie von der Ganzheitlichkeit der beteiligten Personen ausgeht.
Das Konzept der PPT basiert auf einem humanistischen Menschenbild, das die dem Menschen innewohnende Güte und sein Potenzial hervorhebt. Nach der PPT haben Menschen zwei grundlegende Fähigkeiten: zu lieben und zu wissen, und durch Bildung und persönliche Entwicklung können sie diese Fähigkeiten und ihre einzigartige Persönlichkeit weiterentwickeln. Die Therapie wird in diesem Zusammenhang als Instrument zur Förderung des weiteren Wachstums und der Bildung des Patienten und seiner Familie betrachtet.
In der PPT werden Störungen in ein positives Licht gerückt. Depressionen werden beispielsweise als „die Fähigkeit, auf Konflikte mit tiefer Emotionalität zu reagieren“ betrachtet; die Angst vor Einsamkeit wird als „der Wunsch, mit anderen Menschen zusammen zu sein“ gesehen; Alkoholismus wird umgedeutet als „die Fähigkeit, sich selbst mit Wärme (und Liebe) zu versorgen, die man von anderen nicht erhält“; Psychosen werden als „die Fähigkeit, in zwei Welten gleichzeitig zu leben“ betrachtet; und Herzstörungen werden als „die Fähigkeit, etwas ganz nah am Herzen zu halten“ gesehen.
Der positive Prozess, der mit der PPT einhergeht, führt zu einem Perspektivwechsel bei allen Beteiligten, einschließlich des Patienten, seiner Familie und des Therapeuten/Arztes. Anstatt sich ausschließlich auf das Symptom zu konzentrieren, wird die Aufmerksamkeit auf den zugrunde liegenden Konflikt gelenkt. Darüber hinaus ermöglicht dieser Ansatz die Identifizierung des „wahren Patienten“, der oft nicht derjenige ist, der die Behandlung sucht, sondern ein Mitglied seines sozialen Umfelds. Durch die positive Interpretation von Krankheiten werden die Patienten ermutigt, die potenzielle Funktion und psychodynamische Bedeutung ihrer Krankheit für sich selbst und ihr Umfeld zu verstehen und ihre Fähigkeiten und nicht nur ihre Pathologien zu erkennen.

### Grundlegende und tatsächliche Kapazitäten
Konflikte im Alltag, aber auch innere Konflikte, die zu psychischen Störungen und Krankheiten führen können, hängen oft mit aktuellen Werturteilen zusammen. Dahinter stehen zum Beispiel Vorstellungen von Liebe oder Gerechtigkeit oder von Werten wie Ordnung, Vertrauen oder Geduld, Eigenschaften, die in der PPT als Ist-Fähigkeiten bezeichnet werden. Verhaltensweisen, Werte, Tugenden und konflikthafte Vorstellungen sind mit spezifischen Inhalten von Ist-Fähigkeiten verbunden, die in allen Kulturen vorhanden sind. Jeder Mensch reagiert auf seine Weise auf ein Konzept, das er im Laufe seines Lebens gelernt und entwickelt hat, das ihm durch individuelle Erfahrungen eingeprägt wurde und das durch Kultur und Erziehung zu einem ererbten Modell geworden ist. Pünktlichkeit oder Vertrauen zum Beispiel werden von zwei verschiedenen Menschen in vergleichbaren Situationen unterschiedlich behandelt. Konflikte, die zu Leidensdruck und sogar zu körperlichen Reaktionen führen, resultieren oft aus unterschiedlichen Vorstellungen über die aktiven tatsächlichen Fähigkeiten, im Beispiel Pünktlichkeit oder Vertrauen. Die unterschiedlichen Bewertungen von Konzepten resultieren aus unterschiedlichen kulturellen und familiären Konzepten. Die Bedeutung von Pünktlichkeit oder Vertrauen im Vergleich zu Kontakt, Leistung oder Gerechtigkeit wird von Individuum zu Individuum als unterschiedlich angesehen. Dies kann zu Konflikten führen, aber auch zu Austausch, Lernen und Erweiterung der eigenen Konzepte. 1977 führte Nossrat Peseschkian den Begriff der „tatsächlichen Fähigkeiten“ ein.
Nach Peseschkian verfügt jeder Mensch über zwei Grundfähigkeiten: Die Fähigkeit zu lieben, die sich in den primären Fähigkeiten als emotionale Bedürfnisse ausdrückt, und die Fähigkeit zu wissen, die sich mit den sekundären tatsächlichen Fähigkeiten, den sozialen Normen, entwickelt. Die Fähigkeit zu lieben findet ihren Ausdruck in den primären aktuellen Fähigkeiten wie Geduld, Zeit und Vertrauen. Die Fähigkeit zu wissen findet ihren Ausdruck in den sekundären Ist-Fähigkeiten wie Pünktlichkeit, Sauberkeit und Ordentlichkeit: „Wir strukturieren unsere Erfahrungen mit Hilfe der Fähigkeit zu wissen... Sie enthält die Fähigkeit zu lernen (Erfahrungen zu sammeln) und zu lehren (Erfahrungen an andere weiterzugeben).“
| Primäre Fähigkeiten (Fähigkeiten zu lieben)                                  | Sekundärkapazitäten (Wissenskapazitäten)                      |
| ---------------------------------------------------------------------------- | ------------------------------------------------------------- |
| Liebe/Akzeptanz                                                              | Pünktlichkeit                                                 |
| Modellierung                                                                 | Sauberkeit                                                    |
| Geduld                                                                       | Ordentlichkeit                                                |
| Zeit                                                                         | Gehorsam/Diszipliniertheit                                    |
| Kontakt                                                                      | Politische Korrektheit/Angemessenheit                         |
| Sexualität/Zärtlichkeit                                                      | Offenheit/Ehrlichkeit                                         |
| Vertrauen                                                                    | Treue                                                         |
| Vertrauen                                                                    | Justiz                                                        |
| Hoffnung                                                                     | Fleiß/Leistung                                                |
| Glaube                                                                       | Sparsamkeit                                                   |
| Zweifel                                                                      | Verlässlichkeit                                               |
| Gewissheit                                                                   | Genauigkeit                                                   |
| Einigkeit                                                                    | Gewissenhaftigkeit                                            |
| Emotionale Bedürfnisse und Beziehungsfähigkeit (erreicht durch Modellierung) | Soziale Normen und Gestaltung von Beziehungen (durch Bildung) |

Peseschkian entwickelte die „Differenzanalytische Theorie“ (, S. 25) als Ergänzung zur damaligen Psychoanalyse, die sich vor allem mit den psychosexuellen Entwicklungsphasen (z. B. oral, anal und ödipal), der Autonomieentwicklung und den Konflikten zwischen Es und Über-Ich beschäftigte. Die Differenzierungsanalyse fragt danach, welche spezifischen Inhalte in früheren Phasen auftauchen: Die Geduld der Eltern, die Entwicklung von Vertrauen, die Erfahrung von Liebe in bedingungsloser Akzeptanz ist eine entwicklungspsychologische Voraussetzung für eine erfolgreiche Entwicklung in der oralen Phase. Diese als „primär“ bezeichneten Fähigkeiten werden dem Kind durch das direkte Verhalten der Eltern und durch deren Modellierung eingeprägt. Primäre Fähigkeiten wie Geduld (mit sich selbst oder anderen), Vertrauen (in sich selbst, in andere oder in das Schicksal), Zeit haben und Zeit geben, sind Grundvoraussetzungen für die Entwicklung des Neugeborenen. Das Kind braucht Wärme, Zeit, Geduld und einfühlsame, bedingungslose Akzeptanz, um sein eigenes, altersgerechtes inneres Gleichgewicht zu entwickeln.
Die primären aktuellen Fähigkeiten der Beziehung zur ersten Bezugsperson ermöglichen es, mit sich selbst in Beziehung zu treten, mit sich selbst im Reinen zu sein, sich selbst wahrzunehmen, ein Bewusstsein von sich und der Welt zu entwickeln und schließlich mit inneren und äußeren Konflikten angemessen umzugehen. Die primäre Fähigkeit „Geduld“ ist Voraussetzung für eine angemessene Impulskontrolle, die Fähigkeit „Vertrauen“ ist notwendig für inneren Halt, Wärme und Geborgenheit. Wie wichtig ist die unbewusste, liebevolle Annahme durch die Mutter, die Großmutter, die immer Zeit und Geduld hat, oder die innere Figur des Vaters, dem das Kind so ganz vertrauen konnte, dass es sich in seine Arme fallen ließ oder ihm etwas anvertraute, was es selbst noch nicht wirklich vertraute!
Die sekundären tatsächlichen Fähigkeiten wie Pünktlichkeit, Höflichkeit, Offenheit, Gerechtigkeit oder Treue spielen als soziale Normen oft eine Rolle bei der Lösung von Konflikten und Missverständnissen. In ähnlicher Weise ist „Ordentlichkeit“ einer der häufigsten Inhalte von Konflikten zwischen Eltern und Kindern in abendländischen Kulturen, auch zwischen den Paaren selbst. „Gerechtigkeit“, eine sekundäre Fähigkeit, und die Erfahrung von Ungerechtigkeit müssen immer wieder konfrontiert und ausgeglichen werden, mit liebevoller Akzeptanz, Zeit zum Verstehen und Geduld. „Gehorsam“ als Ausdruck von Disziplin wird im demokratischen Deutschland aus historischen Gründen nicht sehr geschätzt, trotzdem wird er in den Schulen allgemein akzeptiert und als konstruktiv empfunden, und die damit verbundene Freiheit, sich selbst zu verwirklichen. Entscheidungen werden durch die Notwendigkeit, sich an die Regeln zu halten, außer Kraft gesetzt. Dies ist jedoch einer der häufigsten Konfliktfaktoren in der Erziehung. In der Psychotherapie fallen Über-Ich-Konflikte in religiös geprägten Situationen als Auslöser für Schuldkonflikte auf.
Aus transkultureller Sicht ist es bemerkenswert, dass in orientalischen Kulturen primäre Fähigkeiten wie Liebe, Vertrauen und Kontakt höher bewertet werden, während sekundäre Fähigkeiten wie Ordnung, Pünktlichkeit und Sauberkeit in westlichen Kulturen stärker ausgeprägt sind. Der Schwerpunkt wird bereits in der frühen Kindheit festgelegt, wenn zum Beispiel die Fütterungszeiten für das Baby festgelegt werden und klare Regeln für den genauen Zeitpunkt der Hauptmahlzeit und andere solche Regeln aufgestellt werden. Diese Unterschiede führen oft zu Missverständnissen, aber auch zu Konflikten und Verurteilungen.
Die PPT analysiert den spezifischen Inhalt der Konflikte als Auslöser für die Emotionen und konzentriert sich in der Beratung oder Therapie auf die inneren und äußeren Konflikte oder Werte und die Fähigkeiten, die der Inhalt dieser Konflikte sind. Die Emotionen, die zum Leiden führen, oder die körperlichen Symptome können dann als Werte verstanden werden, die in einem Konflikt von entgegengesetzten Konzepten funktionieren. In diesem Zusammenhang konzentriert sich der konfliktzentrierte Prozess weniger auf die Auslöser als auf die Identifizierung und anschließende Bearbeitung des Konflikts, der sie verursacht hat.

### Transkultureller Ansatz
Die Integration einer transkulturellen Perspektive in die Psychotherapie war nicht nur von Anfang an ein Hauptanliegen von Nossrat Peseschkian, sondern hatte für ihn auch eine gesellschaftspolitische Bedeutung. Nossrat Peseschkian betont die Bedeutung des transkulturellen Ansatzes in der PPT, der sich wie ein roter Faden durch seine Methode zieht. Diese Perspektive bietet wertvolle Einsichten für das Verständnis individueller Konflikte und birgt bedeutende gesellschaftliche Implikationen. Themen wie Einwanderung, Entwicklungshilfe, Interaktionen mit Menschen aus anderen Kulturen, transkulturelle Ehen, der Umgang mit Vorurteilen, alternative Modelle mit unterschiedlichem kulturellem Hintergrund und politische Herausforderungen, die sich aus transkulturellen Situationen ergeben, können mit diesem Ansatz angegangen werden.
Die Einbeziehung kultureller Faktoren und die Anerkennung der Einzigartigkeit jeder Behandlung haben die Anwendbarkeit der PPT erweitert und sie zu einer effektiven Methode für den Einsatz in multikulturellen Gesellschaften gemacht. Die PPT wurde von Psychotherapeuten in über 70 Ländern gelehrt und praktiziert und kann als transkultureller Ansatz für die Psychotherapie betrachtet werden. Daher bilden die Prinzipien der PPT die Grundlage für die Definition und den Aufbau des Bereichs der transkulturellen Psychotherapie, der für die Psychotherapieausbildung, die Weiterbildung und die Anerkennung und Annahme neuer Psychotherapiedisziplinen von wesentlicher Bedeutung ist.
Die Bedeutung von „transkulturell“ in PPT kann auf zwei Arten verstanden werden:
1. Erstens geht es um die Anerkennung der besonderen Merkmale von Patienten mit unterschiedlichem kulturellem Hintergrund, was auch als interkulturelle oder Migrantenpsychotherapie bezeichnet wird.
2. Zweitens geht es darum, kulturelle Faktoren in jeder therapeutischen Beziehung zu berücksichtigen, um das Repertoire des Therapeuten zu erweitern und ein gesellschaftspolitisches Bewusstsein zu fördern.

Die PPT ist eine kultursensible Methode (Konzept der „Einheit in der Vielfalt“), die an verschiedene Kulturen und Lebenssituationen angepasst werden kann und nicht als eine Form der westlichen „psychologischen Kolonisierung“ angesehen werden sollte. Nossrat Peseschkian betont die Bedeutung des sozialen Aspekts in der PPT und schlägt vor, dass sie breit auf verschiedene soziale Beziehungen angewendet werden kann, z. B. auf die zwischen Gruppen, Völkern, Nationen und kulturellen Gruppen. Auf diese Weise kann eine umfassende soziale Theorie aufgestellt werden, die sich auf die Herausforderungen der Interaktion, die menschlichen Fähigkeiten und die wirtschaftlichen Umstände konzentriert.
Transkulturelle Psychotherapie ist nicht nur ein Vergleich zwischen verschiedenen Kulturen, sondern ein umfassendes Konzept, das sich auf die kulturellen Dimensionen des menschlichen Verhaltens konzentriert. Sie versucht zu verstehen, wie sich Menschen unterscheiden und was sie gemeinsam haben. PPT nutzt Beispiele aus anderen Kulturen, um den Patienten zu helfen, ihr eigenes Verhaltensrepertoire zu erweitern und ihre eigene Perspektive zu relativieren. Werkzeuge wie Geschichten, Märchen, soziale Normen und das Balance-Modell werden eingesetzt, um eine transkulturelle Perspektive zu fördern. 1979 verwendete Nossrat Peseschkian den Begriff „transkulturelle Psychotherapie“ und widmete ihm ein Kapitel in seinem Buch "Der Kaufmann und der Papagei: Orientalische Geschichten in der Positive Psychotherapie". Er war der Meinung, dass die Lösung transkultureller Probleme aufgrund der zunehmenden Bedeutung transkultureller Schwierigkeiten im Privatleben, im Beruf und in der Politik eine der großen Aufgaben der Zukunft sein wird. Das Prinzip der transkulturellen Probleme wird zum Prinzip der zwischenmenschlichen Beziehungen und des Umgangs mit inneren Konflikten und damit letztlich zum Gegenstand der Psychotherapie.

### Erstgespräch der PPT
Peseschkian entwickelte ein halbstrukturiertes Erstgespräch, das eines der wenigen im Bereich der psychodynamischen Psychotherapie ist. Hamid Peseschkians 1988 vorgelegte Dissertation war die erste Dissertation, die sich mit der PPT befasste. In dieser Dissertation wurde das erste Interview in der PPT erstmals strukturiert, ein Fragebogen für dieses erste Interview vorgestellt und eine psychodynamische Studie dazu durchgeführt. Dieser Vorläufer des späteren halbstrukturierten psychodynamischen Erstgesprächs war ein wichtiger Beitrag zur psychodynamischen Psychotherapie und wurde 1988 zusammen mit dem WIPPF-Fragebogen zur PPT veröffentlicht.
Das Erstgespräch in der Psychotherapie ist ein entscheidender Bestandteil, der mit der ärztlichen Untersuchung und Anamneseerhebung in der somatischen Medizin verglichen werden kann. Es dient mehreren Zwecken, darunter der Diagnose, der Therapieplanung, der Prognose und der Hypothesenbildung. In der PPT beinhaltet das Erstgespräch einen diagnostischen Ansatz, der dem der Anamnese ähnelt, aber auch Beziehungsfaktoren und das therapeutische Bündnis berücksichtigt. Es berücksichtigt die Auswirkungen von Erwartungen, einschließlich der Hoffnung auf eine wirksame Therapie (Snyder, 193-212, Frank). Aufgrund seines halbstrukturierten Charakters und seiner anpassungsfähigen Konzepte kann es in verschiedenen Kontexten wie Einzeltherapie, Paartherapie, Familientherapie, Beratung und Coaching angewandt werden und eignet sich für verschiedene kulturelle Umfelder.
Das Erstgespräch der PPT ist ein halbstrukturiertes Gespräch, das sowohl obligatorische als auch fakultative Fragen enthält. Je nach den Antworten auf die Pflichtfragen kann der Therapeut die fakultativen Fragen stellen oder nicht. Die Fragen können offen oder geschlossen formuliert werden und dienen dazu, Informationen für diagnostische, therapeutische, prognostische und hypothesenbildende Zwecke zu sammeln ( S. 31). Das Interview kann während des Erstgesprächs oder in den ersten Sitzungen als Teil der Vorphase der Therapie eingesetzt werden, und es kann auch zu Orientierungszwecken in der ersten Sitzung verwendet werden, wobei der Therapeut in den folgenden Sitzungen bestimmte Bereiche vertieft. Das Erstgespräch ist in einer Vielzahl von Settings anwendbar, u. a. in der Therapie mit Einzelpersonen, Kindern, Jugendlichen, Paaren und Familien sowie in der Beratung und im Coaching, und kann an verschiedene Kulturen angepasst werden.

### Balancemodell
Das Balancemodell ist weithin anerkannt und kann in verschiedenen Bereichen angewendet werden, darunter Therapie, Selbsthilfe und Familientherapie. Sein Stellenwert innerhalb der Methode ist vergleichbar mit Freuds Konzept der Libido, Adlers Lebenszielen und Jungs vier Funktionen der Wahrnehmung, Ratio, Sensibilität und Intuition. Das Balancemodell bietet eine strukturelle Darstellung der Persönlichkeit und ermöglicht die Identifizierung von Bereichen, in denen ein Individuum möglicherweise Defizite aufweist. Indem diese Bereiche angegangen werden, kann ein neues Gleichgewicht erreicht werden, das zu einer Synthese innerhalb der Therapie führt.

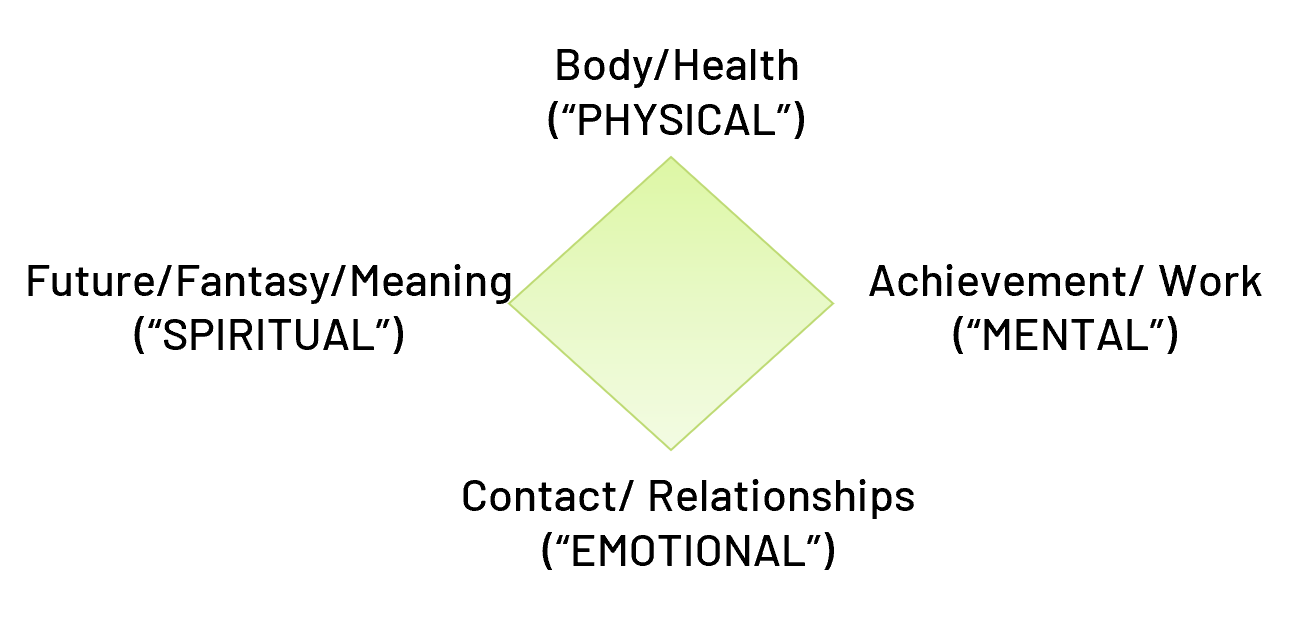
Balancemodell der PPT, entwickelt von Nossrat Peseschkian

Das Balancemodell basiert auf dem Konzept, dass es im Wesentlichen vier Lebensbereiche gibt, in denen ein Mensch lebt und funktioniert, und die sich erheblich auf die Gesamtzufriedenheit, den Selbstwert und die Fähigkeit des Einzelnen auswirken, mit Herausforderungen umzugehen. Diese Bereiche dienen als Schlüsselindikatoren für die Persönlichkeit eines Menschen in der Gegenwart und umfassen die biologisch-physischen, rational-intellektuellen, sozio-emotionalen und phantasievollen-wertorientierten Aspekte des täglichen Lebens. Alle Menschen verfügen über das Potenzial für jeden dieser Bereiche, aber einige können aufgrund von Unterschieden in der Erziehung und im Umfeld stärker ausgeprägt oder vernachlässigt sein. Die Lebensenergien, Aktivitäten und Reaktionen werden von diesen vier Bereichen beeinflusst und sind mit ihnen verbunden:
1. Körperliche Aktivitäten und Wahrnehmungen, wie Essen, Trinken, Zärtlichkeit, Sexualität, Schlaf, Entspannung, Sport, Aussehen und Kleidung;
2. Berufliche Leistungen und Fähigkeiten, wie z. B. Handwerk, Haushalt, Gartenarbeit, Aus- und Weiterbildung und Geldmanagement;
3. Beziehungen und Kontaktformen zu Partnern, Familie, Freunden, Bekannten und Fremden; soziales Engagement und Aktivitäten;
4. Zukunftspläne, religiöse/spirituelle Praktiken, Zweck/Bedeutung, Meditation, Reflexion, Tod, Überzeugungen, Ideen und Entwicklung von Visionen oder Fantasie.

Ziel des Balancemodells ist die (Wieder-)Herstellung des Gleichgewichts zwischen den vier Lebensbereichen. In der psychotherapeutischen Behandlung geht es darum, den Patienten dabei zu unterstützen, seine eigenen Ressourcen zu erkennen und zu nutzen, um ein dynamisches Gleichgewicht zu erreichen. Konkret bedeutet dies, dass eine ausgewogene Verteilung der Energie angestrebt wird, wobei jedem Bereich dynamisch ein gleiches Verhältnis an Lebensenergie (ca. 25 %), nicht Zeit, eingeräumt wird. Anhaltende Einseitigkeit kann zu Konflikten, Krankheiten und anderen negativen Folgen führen.

### Modelldimensionen
Die Beurteilung der Auswirkungen frühkindlicher Erfahrungen auf einen Patienten ist eine entscheidende und schwierige Aufgabe in der psychodynamischen Psychotherapie. In der PPT wird das Konzept der Modelldimensionen, auch bekannt als „Vorbilder“, „Rollenmodelle“ oder „Formen der Liebe“, als Instrument zur Beschreibung des Musters familiärer Konzepte verwendet, die die Erfahrung und Entwicklung eines Individuums prägen. Die frühe Erziehung und das Umfeld beeinflussen die einzigartige Entwicklung und Ausprägung der grundlegenden Fähigkeiten für Liebe und Wissen, wie von Nossrat Peseschkian beschrieben. Das Balancemodell veranschaulicht die Mittel für die Fähigkeit zu wissen, während die vier Modelldimensionen die Mittel für die Fähigkeit zu lieben veranschaulichen.

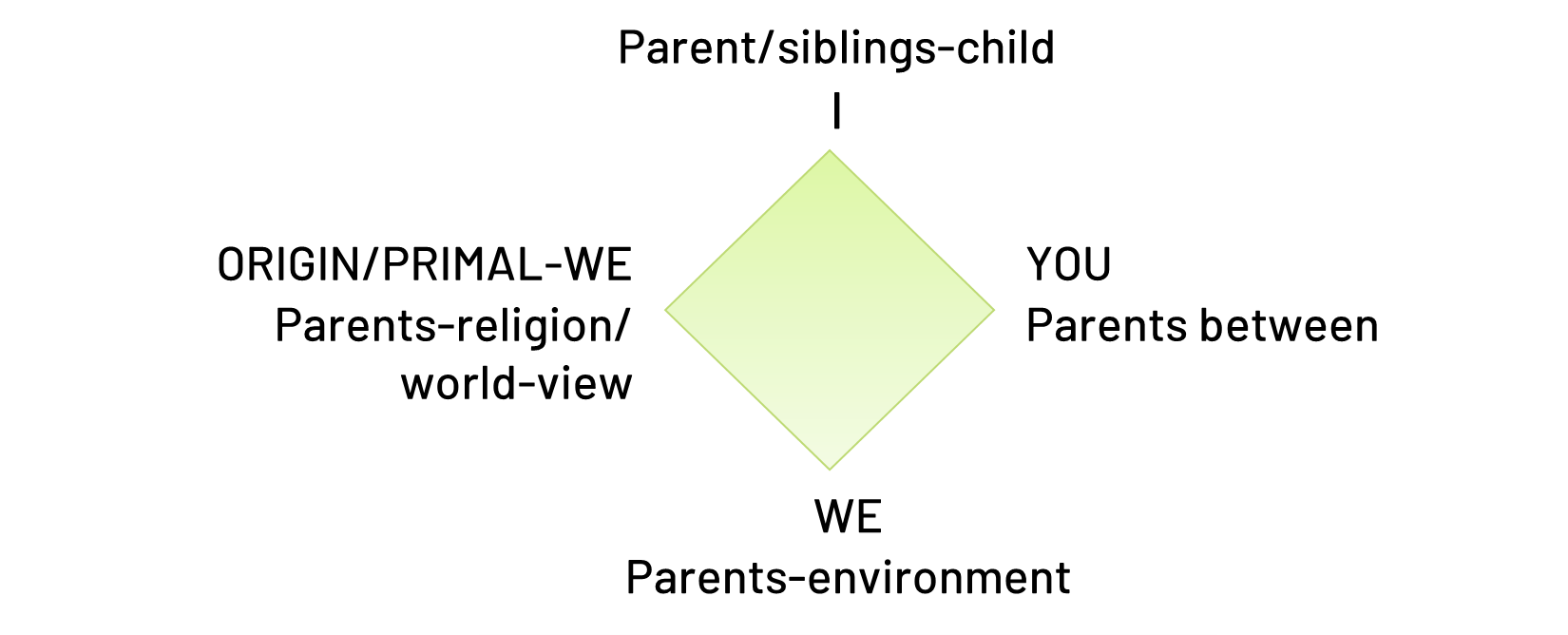
Die vier Modelldimensionen der PPT

Die Verwendung der vier Modelldimensionen in der PPT erweitert die analytischen Selbst- und Objekttheorien von Kohut und Kernberg, indem nicht nur die „Ich“-Dimension, sondern auch die Dimensionen „Du“, „Wir“ und „Primär/Ur-Wir“ eingeführt werden. Die „Du“-Dimension stellt die Beziehung der Eltern oder primären Bezugspersonen des Patienten zueinander dar, während die Dimension „Wir“ die Erfahrungen der Eltern bzw. der primären Bezugspersonen mit anderen umfasst. Die Dimension „Primär/Ur-Wir“ beschreibt die Beziehungen zwischen den primären Bezugspersonen des Patienten, wie Eltern oder Großeltern, und ihren Lebensphilosophien oder religiösen Überzeugungen. Durch die Einbeziehung dieser vier Subjektbeziehungen erweitert die PPT die Selbst-Objekt-Theorien und etabliert sich als ein unverwechselbarer Ansatz, der möglicherweise die Zukunft der psychodynamischen Therapien beeinflussen könnte.
1. Die Dimension „Ich“ ist die Modelldimension, die sich auf die Beziehung einer Person zu sich selbst und ihre lebenslangen Kämpfe konzentriert, wie z. B. Selbstwertgefühl, Selbstvertrauen, Selbstbild und Grundvertrauen gegenüber Grundmisstrauen. Diese Themen werden weitgehend von den Kindheitserfahrungen des Einzelnen und seiner Beziehung zu seinen Eltern und Geschwistern beeinflusst. In der Kindheit lernt der Einzelne, eine Beziehung zu sich selbst aufzubauen, die darauf beruht, wie seine Wünsche und Bedürfnisse erfüllt werden.
2. Die Dimension „Du“ bezieht sich auf die Beziehung einer Person zu anderen, insbesondere zu ihrem Liebespartner. Das primäre Modell für diese Beziehung ist das Vorbild der Eltern, insbesondere in ihrer eigenen Beziehung zueinander. Das Verhalten und die Interaktionen der Eltern dienen als Modell für die möglichen Verhaltensweisen in einer Partnerschaft und beeinflussen die Art und Weise, wie der Einzelne seine eigene Beziehung zu seinem romantischen Partner gestaltet.
3. Die Dimension „Wir“ betrifft die Beziehung des Einzelnen zu seinem sozialen Umfeld und wird weitgehend durch die Beziehung der Eltern zu ihrem eigenen sozialen Umfeld beeinflusst. Durch die Sozialisation werden Einstellungen zu sozialem Verhalten und Leistungsnormen von den Eltern an ihre Kinder weitergegeben. Diese Einstellungen und Erwartungen stehen im Zusammenhang mit sozialen Bindungen außerhalb der unmittelbaren Familie, z. B. Beziehungen zu Verwandten, Kollegen, sozialen Bezugsgruppen, Interessengruppen, Landsleuten und der Menschheit als Ganzes. Die Art und Weise, wie Eltern mit diesen sozialen Beziehungen interagieren und sie steuern, prägt das Verständnis und die Einstellung ihrer Kinder zum Sozialverhalten.
4. Die Dimension „Primär/Ur-Wir“ bezieht sich auf die Beziehung des Einzelnen zu seiner Herkunft oder Ur-Gemeinschaft, die weitgehend von der Einstellung der Eltern zu Sinn, Zweck, Spiritualität/Religion und Weltanschauung beeinflusst wird. Diese Dimension beruht nicht nur auf der formalen Zugehörigkeit zu einer Religionsgemeinschaft, sondern ist von grundlegender Bedeutung für die Frage nach dem Sinn, die sich später im Leben stellt. Selbst wenn der Einzelne die Religion ablehnt, bleibt die Beziehung zu seiner Herkunfts- oder Urgemeinschaft wichtig als Grundlage für andere Orientierungssysteme, von denen man erwartet, dass sie Sinn und Zweck vermitteln.

### Konfliktmodell
Das psychodynamische Konfliktmodell von Peseschkian (siehe Abbildung) hebt die Differenzierung zwischen dem Inhalt, der im Mittelpunkt der Auseinandersetzung steht, und seiner inneren Bewertung hervor. Das Modell unterscheidet zwischen dem eigentlichen Konflikt, der in einer belastenden Situation auftritt, dem bereits bestehenden Grundkonflikt und dem unbewussten inneren Konflikt, der körperliche und/oder seelische Symptome verursacht. Der Begriff „Konflikt“ (von lat. confligere, zusammenstoßen, kämpfen) bezeichnet die scheinbare Unvereinbarkeit von inneren und äußeren Werten und Vorstellungen oder eine innere Ambivalenz. Emotionen, affektive Zustände und körperliche Reaktionen können als Signalindikatoren für einen inneren Wertekonflikt und die Verteilung der tatsächlichen Fähigkeiten verstanden werden. Daher wird in der PPT die Frage nach dem Inhalt gestellt: Was verursacht oder löst diese Emotion aus?

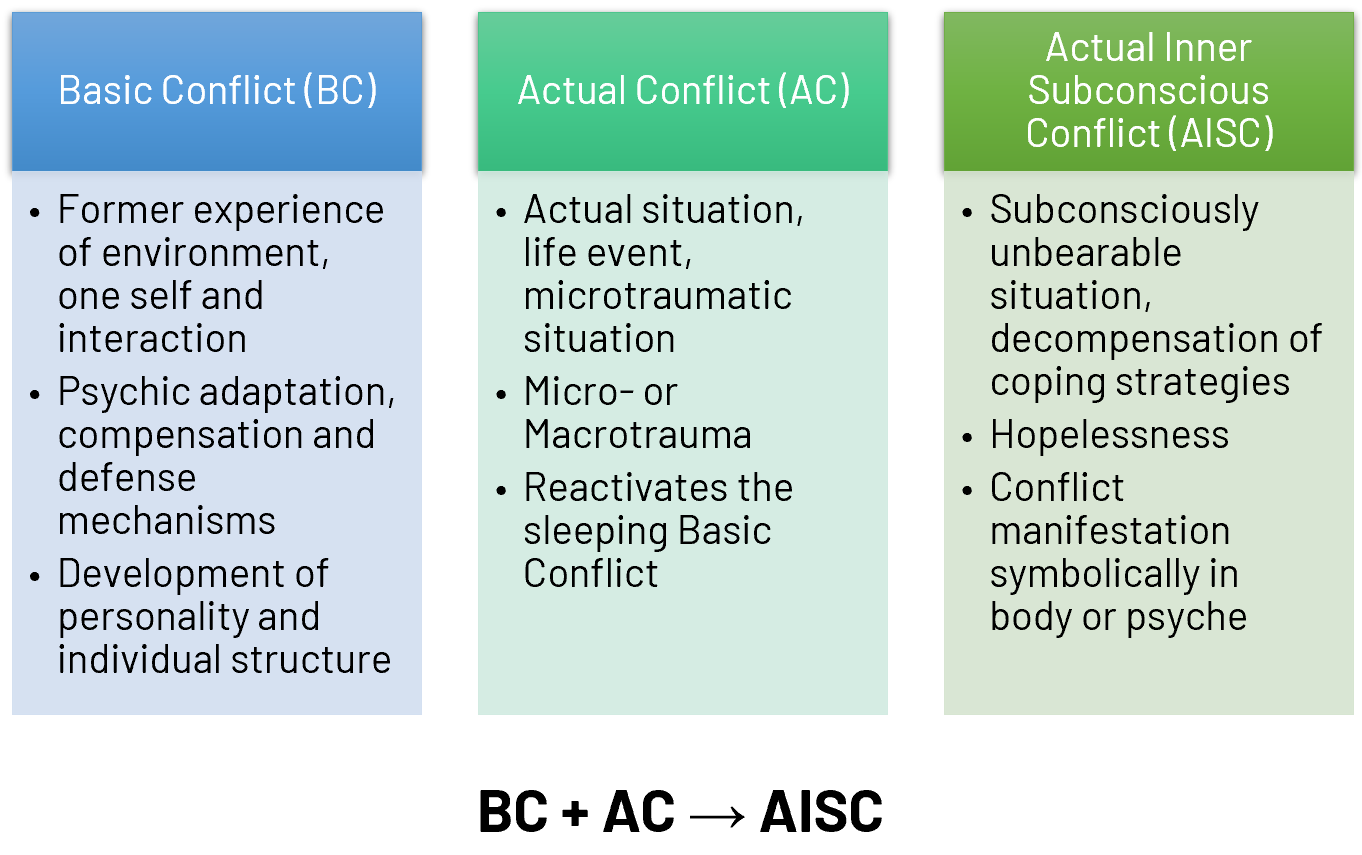
Das Konzept der drei Hauptkonflikte in PPT

Peseschkians Konzept des „Mikrotraumas“ bezieht sich auf die Anhäufung von kleinen, sich wiederholenden psychischen Verletzungen, die Mikrostress oder „Kleinigkeiten“ ( S. 80) verursachen und innere Konflikte auslösen können. Diese Mikrotraumata unterscheiden sich von großen Lebensereignissen oder Makrotraumata. Sie gelten als konfliktträchtig und beziehen sich auf die tatsächlichen Fähigkeiten, die der Einzelne besitzt und die es ihm ermöglichen, Beziehungen zu gestalten, die aber auch zu einer Quelle von Konflikten werden können. Wenn in einem aktuellen Konflikt die Bewältigungsmechanismen überlastet sind, kann ein alter, unbewusster Grundkonflikt entstehen, der primäre emotionale Bedürfnisse wie Vertrauen, Hoffnung oder Zärtlichkeit gegen sekundäre Fähigkeiten oder soziale Normen wie Ordnung, Pünktlichkeit, Gerechtigkeit oder Offenheit ausspielt. Wenn der bisherige Kompromiss zur Lösung des Grundkonflikts nicht mehr funktioniert, entsteht ein innerer Konflikt, der zu Symptomen führt, die als Lösungsversuche verstanden werden. Diese Konfliktreaktionen lassen sich mit dem Gleichgewichtsmodell darstellen, auch wenn sie keine Lösung herbeiführen können, so haben sie doch eine Wirkung.
Wenn bestimmte Fähigkeiten, Moralvorstellungen, Ideen oder Prinzipien immer wieder verwendet werden, ohne sie an die aktuellen Umstände anzupassen, kann dies zu Störungen führen. Wenn familiäre Konzepte oder in der Vergangenheit eingegangene Kompromisse ständig wiederholt werden, kann ein unbewusster innerer Konflikt entstehen, der psychische, psychosomatische oder körperliche Störungen verursachen kann. Diese Symptome dienen dem Patienten als Möglichkeit, etwas Unbewusstes auszudrücken und haben für jeden eine spezifische Bedeutung. Ziel der PPT ist es, vernachlässigte Bereiche und unterentwickelte Fähigkeiten in der therapeutischen Beziehung und im täglichen Leben zu stärken, damit die Patienten Konflikte effektiv lösen und ein inneres und äußeres Gleichgewicht erreichen können.

### Narrativer Ansatz mit Geschichten und Weisheiten
Eine besondere Technik, die in der PPT eingesetzt wird, ist die therapeutische Verwendung von Märchen, Geschichten und Sprichwörtern, die erstmals von Nossrat Peseschkian in seinem Werk "Oriental Stories as Tools in Psychotherapy - The Merchant and the Parrot" (1979) vorgestellt wurde. Während die Hypnotherapie (Milton Erickson) diesen Ansatz bereits verwendet hatte, war er in der psychodynamischen Therapie bis zu Peseschkians Werk nicht üblich. Im Gegensatz zu Carl Gustav Jung, der sich auf Märchen konzentrierte, verwendet PPT ein breiteres Spektrum an narrativen Therapie- und Assoziationswerkzeugen. „Mit Hilfe von Geschichten und Gleichnissen aus dem Orient und anderen Kulturen wird versucht, das Selbsthilfepotential des Menschen zu erkennen und zu fördern. Unter Bezugnahme auf die symbolische Bedeutung von Sprichwörtern und alten Weisheiten aus vielen Kulturen wird der Mensch, dem sie erzählt werden, in der Psychotherapie zu einem positiveren Selbstbild geführt“ ( S. 92).
Der beabsichtigte therapeutische Überraschungseffekt, der sich aus der Verwendung von östlichen Geschichten ergibt, die in der europäischen Kultur zunächst ungewohnt erscheinen mögen, hat sich nicht nur in anderen Kulturen als wirksam erwiesen (S. 24-34). Geschichten haben in der Therapie mehrere Funktionen, darunter die Schaffung von Normen für den Selbstvergleich und die Infragestellung etablierter Normen, um sie als relativ zu betrachten. In der ersten Phase der Therapie können diese Geschichten zu einem Perspektivenwechsel führen, der dann in den nachfolgenden Phasen genutzt wird. Solche Erzählungen können auch das Loslassen von Gefühlen und Gedanken erleichtern, was in der Therapie oft eine entscheidende Rolle spielt. Das Erzählen von Geschichten in der Therapie dient als Spiegel, der es dem Leser oder Zuhörer ermöglicht, sich mit den Figuren und ihren Erfahrungen zu identifizieren und seine eigenen Bedürfnisse und Situationen zu reflektieren. Indem sie Lösungen aufzeigen, können Geschichten als Modelle dienen, die die Patienten mit ihrem eigenen Ansatz vergleichen können, was zu einer breiteren Interpretation und dem Potenzial für Veränderungen führt. Darüber hinaus ist das Erzählen von Geschichten eine besonders wirksame Methode, um Patienten zu helfen, die sich gegen Veränderungen sträuben und an alten und überholten Vorstellungen festhalten.

### Fünfstufiges Konzept
Die in der Einzel- und Familientherapie verwendeten Fünf-Schritte-Konzepte, die den fünf Fingern einer jeden Hand ähneln, ähneln dem natürlichen Prozess, der in der von Raymond Battegay beschriebenen Gruppenpsychotherapie, dem von Moreno beschriebenen Psychodrama und der von Alfred Adler beschriebenen Weiterbildung von Menschen beobachtet wird. Was Peseschkians Ansatz auszeichnet, ist die systematische Anwendung dieses Prozessmodells auf die Psychotherapie. Das fünfstufige Verfahren dient sowohl dem Therapeuten als auch dem Klienten als Wegweiser, um die wirksamsten Mittel zur Selbsthilfe zu finden. Die Therapieforschung hat gezeigt, dass der Therapieerfolg umso größer ist, je besser wir mit herausfordernden Therapiesituationen umgehen und die therapeutische Beziehung reflektieren.
Die drei Phasen der Interaktion in der Therapie (Bindung, Differenzierung, Loslösung) beinhalten einen fünfstufigen Kommunikationsprozess, der sowohl in den Einzelsitzungen als auch im Verlauf der Therapie eingesetzt wird.
1. Der erste Schritt ist Akzeptanz, Beobachtung und Distanzierung, was einen Wechsel der Perspektive bedeutet.
2. Der zweite Schritt besteht in einer Bestandsaufnahme, bei der Inhalt und Hintergrund des Konflikts und die Stärken des Patienten unterschieden werden.
3. Der dritte Schritt ist die situative Ermutigung, bei der Selbsthilfe und Ressourcen entwickelt werden.
4. Der vierte Schritt besteht darin, den Konflikt durch Verbalisierung zu bearbeiten.
5. Der fünfte und letzte Schritt, die so genannte Zielerweiterung, beinhaltet die Reflexion, Zusammenfassung und Erprobung neuer Konzepte, Strategien und Perspektiven mit einem zukunftsorientierten Fokus.

Dieser strukturierte Kommunikationsansatz ist einzigartig in der Peseschkianischen Methode und trägt zu erfolgreichen Therapieergebnissen bei. Dieser therapeutische Prozess ist auf die Zukunft und Veränderung ausgerichtet und beinhaltet die Verwendung von Konzepten aus der Vergangenheit, die für die Gegenwart wirksam sind. Zusätzlich werden Konzepte aus anderen Psychotherapiedisziplinen verwendet, wenn dies angebracht ist (integrativer Aspekt). Der Patient und sein Umfeld beteiligen sich aktiv am Verständnis des Krankheitsprozesses (Selbsthilfe).
Die fünf Phasen der PPT dienen als Struktur für die Kommunikation innerhalb einer Therapiesitzung oder während des gesamten therapeutischen Prozesses, der sonst keine Richtung hätte. Durch die Verwendung von angemessenem Verständnis, Leitfragen, Geschichten, Assoziationsauslösern und das Wiederaufgreifen früherer Themen erleichtert der Therapeut dem Patienten das Erzählen und Reflektieren. Der Prozess gibt sowohl dem Therapeuten als auch dem Patienten einen Ausgangspunkt und ein Gefühl der Sicherheit und bereitet den Patienten darauf vor, Konflikte zu bearbeiten und sich selbst zu helfen, insbesondere nach Beendigung der Therapie.

## Anwendung

### Anwendungsbereiche
Die Methode der PPT, die ursprünglich für die Psychotherapie entwickelt wurde, hat sich über ihre traditionelle Anwendung hinaus ausgedehnt und wurde in verschiedenen Bereichen wie Beratung, Pädagogik und Sozialarbeit eingesetzt. In Deutschland wird die PPT seit 1992 in der Beratung eingesetzt, in Bulgarien seit demselben Jahr in der Pädagogik. In China wird sie seit 2014 in der Ausbildung von Sozialarbeitern zu den Themen psychische Erkrankungen, Umgang mit Familien und Burnout-Prävention eingesetzt. Seit 2006 wird die PPT auch als Grundlage für spezialisierte Ausbildungsprogramme in der Kinder- und Jugendtherapie in Bulgarien und später in der Ukraine und in Russland verwendet. Fachleute aus verschiedenen Ländern wie Deutschland, Bulgarien, Zypern, der Türkei, dem Kosovo, China, Bolivien und der Ukraine haben sich auf PPT-basierte positive Familientherapie und Beratung spezialisiert. Dadurch ist die PPT zu einem Mittel geworden, um psychotherapeutische Kompetenzen und Erfahrungen über verschiedene berufliche und kulturelle Bereiche hinweg zu teilen.
Ursprünglich als grundlegende positive psychosomatische Behandlung für psychische Gesundheit, psychosomatische Medizin, Prävention und Psychotherapie konzipiert, wurde die PPT von zahlreichen Ärzten in Deutschland angewandt. Der Ansatz wurde in einer Reihe von Krankenhäusern sowie in der staatlich anerkannten Ausbildung für psychodynamische Therapie an der Wiesbadener Akademie für Psychotherapie in Deutschland eingeführt.

### Außerhalb der Psychotherapie
Die PPT findet in vielen Bereichen Anwendung, u. a. in Erziehung und Schule, in der Religionspsychologie, in der Ausbildung von Lehrern, im Zeitmanagement, in verschiedenen Beratungskontexten, in der Managementausbildung, in Seminaren zur Partnerschafts- oder Ehevorbereitung, im Recruiting, in der Ausbildung von Juristen und Mediatoren; Bundeswehr, Gesellschaft, Offiziere und Politiker; interkulturelle Trainings, Naturheilkunde und Ordnungstherapie (auch bekannt als Mind-Body-Medizin), Burnout-Prävention, und Supervision. Darüber hinaus wird die PPT im Coaching, in der Familienberatung, und in der allgemeinen Beratung eingesetzt.

## Behandlung

### Praxis
PPT wird zur Behandlung verschiedener psychischer Erkrankungen eingesetzt, darunter affektive Störungen, neurotische Störungen, stressbedingte Störungen, somatoforme Störungen und bestimmte Verhaltenssyndrome, die in der ICD-10 klassifiziert sind (Kapitel F3-5). Es hat sich auch als vielversprechend erwiesen, Persönlichkeitsstörungen in gewissem Umfang zu behandeln (Kapitel F6). Die PPT wurde erfolgreich in die traditionelle Einzeltherapie integriert und hat sich in Paar-, Familien- und Gruppentherapiesettings als nützlich erwiesen. Darüber hinaus wurde die PPT in der Psychiatrie angewandt, wo sie sich bei der Arbeit mit (post-)psychotischen Patienten und in Gruppensettings in psychiatrischen Kliniken als besonders wirksam erwiesen hat, wobei die Verwendung von Geschichten und Anekdoten besonders wirkungsvoll war.

### Selbsthilfe
Die Bücher von Peseschkian sind speziell für Laien gedacht, die Selbsthilfe suchen. Seine Werke wie "Die Psychotherapie des Alltags" (1977 deutsch, 1986 englisch) sollen dem Einzelnen helfen, mit Missverständnissen umzugehen. In ähnlicher Weise bietet "Auf der Suche nach dem Sinn" (1983 deutsch und 1985 englisch) eine Anleitung zur Bewältigung von Lebenskrisen. Darüber hinaus konzentrieren sich Bücher wie If You Want Something You Never Had, Then Do Something You Never Did (2011) auf das Lösen zwischenmenschlicher Konflikte. Darüber hinaus können Einzelpersonen spezielle Kurse absolvieren, um zertifizierte Berater in Positiver Psychotherapie zu werden, die es ihnen ermöglichen, Konflikte zu moderieren und Selbsthilfe in schwierigen Situationen zu fördern.

## Schulungen

### Schulungen
Das Hauptfortbildungsprogramm von WAPP ist in drei Teile gegliedert. Diese Teile sind in einer sequentiellen Reihenfolge konzipiert, d. h. sie müssen nacheinander absolviert werden, beginnend mit der niedrigsten Stufe.
- Basisberater der PPT (200 Stunden - inkl. Theorie und Selbsterfahrung).
- Anwärter zum zertifizierten Positiven Psychotherapeuten (710 Stunden - inkl. Theorie, Supervision und Selbsterfahrung).
- Europäisch zertifizierter Positiver Psychotherapeut (1400 Stunden - inkl. Theorie, Praxis, Supervision und Selbsterfahrung).

Die Kurse sind in Module von jeweils 3 oder 4 Tagen aufgeteilt, die sich je nach Art des Kurses über mehrere Monate erstrecken. Die Ausbildung in PPT besteht aus drei inhaltlichen Teilen:
- Theorie: Erlernen aller grundlegenden Konzepte und Werkzeuge der Positiven und Transkulturellen Psychotherapie.
- Selbstentdeckung/Selbsterfahrung: Die Selbsterfahrung in der Ausbildung soll in erster Linie den Studierenden (Kandidaten, Assistenzärzte, Auszubildende) helfen, eine psychodynamisch-psychotherapeutische Identität zu entwickeln. Die Selbstreflexion der Studierenden soll gestärkt und entwickelt werden. Sie sollen ihrem eigenen zentralen inneren Konflikt und ihrer eigenen Persönlichkeitsstruktur begegnen. Sie sollen selbst erfahren, wie Psychotherapie funktioniert und wie herausfordernd sie sein kann. Die persönliche Erfahrung des Unbewussten ist der zentrale Aspekt der psychodynamischen Selbsterfahrung. Auch wenn sich die pädagogische Selbsterfahrung mit persönlichen Themen befasst, ist sie keine persönliche Therapie. Der Schüler ist kein Patient, sondern ein zukünftiger Kollege und ein zukünftiger Psychotherapeut. Wenn der Schüler und/oder sein Ausbilder während der pädagogischen Selbsterfahrung herausfinden, dass es viele ungelöste persönliche Probleme gibt, dann sollte der Schüler in eine persönliche Therapie gehen. Das bedeutet weiter, dass eine persönliche Therapie nicht als pädagogische Selbsterfahrung gezählt werden kann[95].
- Supervision: Dies ist ein wesentlicher Bestandteil und umfasst sowohl Einzel- als auch Gruppenformate. In der PPT geht die Supervision über ein einfaches Verständnis der therapeutischen Situation hinaus und zielt darauf ab, die Fähigkeiten und Fertigkeiten des Supervisanden auf der Grundlage seiner eigenen Bedürfnisse und der seiner Patienten zu entwickeln. Gruppensupervision ist in der PPT üblich, da sich der strukturierte Prozess gut für einen praktischen Nutzen und einen didaktischen Effekt eignet. Das häufigste Format besteht darin, sich während einer Sitzung mit einem Supervisanden auf einen Fall zu konzentrieren, wobei der Rest der Gruppe, einschließlich des Supervisors, als Teilnehmer fungiert. Dieser Ansatz ermöglicht es dem Supervisor, die anderen Teilnehmer als Co-Supervisoren einzubeziehen und die Sichtweise des Supervisors auf den Fall durch zusätzliche Gesichtspunkte und unterschiedliche Perspektiven der gesamten Gruppe zu bereichern.[96][97]

### Zertifizierung
Nach erfolgreichem Abschluss jedes PPT-Kurses erhält der Teilnehmer ein von der World Association for Positive and Transcultural Psychotherapy (WAPP) ausgestelltes Zertifikat, das vom Hauptausbilder des Kurses und dem Präsidenten der Vereinigung unterzeichnet ist. WAPP zertifiziert Ausbilder für PPT. Nur Ausbilder, die bei der WAPP akkreditiert sind, dürfen die offiziellen WAPP-Zertifikate unterschreiben und aushändigen.

### Ausbildungsstandards
WAPP hat universelle Ausbildungsstandards für die postgradualen Ausbildungen in Positiver Psychotherapie entwickelt. Diese Standards sind für alle verbindlich. Die Standards können in einigen Ländern unterschiedlich sein. Aber die von WAPP definierten Standards sind die Mindestanforderungen, die erfüllt werden müssen.

### Trainerausbildung
WAPP bildet Ausbilder für Grund- und Masterkurse aus und zertifiziert sie; ( S. 26):
- Trainer des Grundkurses für PPT
- Trainer des Masterkurses für PPT

Zertifizierte Positive Psychotherapeuten, die selbst Trainer für PPT werden möchten, können an einem Ausbildungsprogramm für Trainer teilnehmen, das eine Prüfung und die Begleitung eines kompletten Kurses als Traineranwärter beinhaltet.

### Internationale Begegnungen und Ausbildungsprojekte
Die World Association for Positive Psychotherapy organisiert regelmäßig nationale und internationale Treffen, z. B. Konferenzen, Ausbilderseminare und Weltkongresse. Seit dem Jahr 2000 finden jährlich internationale Ausbildungsseminare und seit 1997 fanden sieben Weltkongresse statt (Stand: 2023).

### Entwicklung und internationales Netzwerk
Der Schwerpunkt der PPT lag in den letzten 40 Jahren auf Behandlung, Ausbildung und Veröffentlichung.
1979 wurde das Wiesbadener Fortbildungsinstitut für Psychotherapie und Familientherapie als postgraduale Ausbildung für Ärzte in Wiesbaden, Deutschland, gegründet. Für die Ausbildung von Psychologen und Erziehungswissenschaftlern wurde 1999 die Wiesbadener Akademie für Psychotherapie (WIAP), eine staatlich anerkannte Weiterbildungsakademie für Psychotherapie mit einer großen Ambulanz, gegründet.
Die internationale Zentrale hat ihren Sitz in Wiesbaden, Deutschland. Die PPT wird international durch den Weltverband für Positive und Transkulturelle Psychotherapie (WAPP) vertreten, dessen internationaler Vorstand alle zwei Jahre gewählt wird. In etwa zehn Ländern gibt es nationale und regionale Verbände.
Die PPT und ihre Therapeuten haben sich an der internationalen Entwicklung der Psychotherapie beteiligt und sind aktive Mitglieder in internationalen und kontinentalen Vereinigungen.

## Forschung

### Fortschritte in der Forschung und Anwendungen
Die ersten PPT-Veröffentlichungen gehen auf das Jahr 1974 zurück. Seitdem wurde diese Methode in zahlreichen Büchern, wissenschaftlichen Arbeiten und anderen Publikationen vorgestellt. Die PPT erfüllt die vier von Grawe postulierten Prinzipien für die Wirksamkeit von Psychotherapie:
- Aktivierung von Ressourcen,
- Aktualisierung,
- Problembewältigung,
- therapeutische Klärung.

Eine Studie zur Wirksamkeit und Qualitätssicherung der PPT wurde zwischen 1994 und 1997 von 32 Mitgliedern der Deutschen Gesellschaft für PPT unter der Leitung von Nossrat Peseschkian, Karin Tritt und Birgit Werner durchgeführt. Ziel der Studie war es, die Behauptung zu untermauern, dass es sich bei der PPT um eine klassische, integrative Therapieform ( S. 9) nach dem Modell von Grawe handelt. Sie wurde unter kontrollierten Bedingungen durchgeführt und war die erste ihrer Art, und die Ergebnisse zeigen, dass die PPT-Kurzzeitmethode wirksam ist.
Die longitudinale Wirksamkeitsstudie der Deutschen Gesellschaft für PPT untersuchte die Wirksamkeit der PPT im klinischen Alltag. Insgesamt 402 Patienten mit verschiedenen psychischen Störungen wurden von 22 in PPT ausgebildeten Therapeuten, darunter Ärzte, Psychologen und Lehrer, behandelt. Die Patienten wurden mit einer Kontrollgruppe von 771 Personen verglichen, die wegen somatischer Erkrankungen auf einer Warteliste für eine Therapie standen. Die Prozentsätze stellen den Anteil der Patienten mit verschiedenen Arten von Störungen dar: 23,6 % hatten depressive Störungen, 19,8 % Angst- und Panikstörungen, 21,2 % somatoforme Störungen, 20,5 % Anpassungsstörungen, 8,2 % Persönlichkeitsstörungen, 3,4 % Suchterkrankungen und 3,4 % wurden neu mit somatischen Störungen diagnostiziert. In der Studie wurde eine Reihe von psychometrischen Tests eingesetzt, darunter SCL-90R, VEV, Gießen-Test, WIPPF, IPC, IIP-D, GAS und BIKEB, um die Wirksamkeit der PPT zu messen. Die Studie umfasste auch eine retrospektive Befragung der Patienten nach Beendigung der PPT im Abstand von 3 Monaten bis 5 Jahren in drei Gruppen von 84, 91 und 46 Patienten. Die Studie ergab positive Ergebnisse in Bezug auf die Wirksamkeit der PPT bei der Behandlung verschiedener psychischer Störungen. Das bedeutet, dass die positiven Wirkungen der PPT auch dann noch anhielten, wenn seit dem Ende der Therapie bereits eine beträchtliche Zeitspanne vergangen war. Die Studie ergab auch, dass die mit PPT behandelten Patienten eine signifikante Verbesserung ihrer Lebensqualität, gemessen mit dem Gießen-Test (p ≤ 0,005), und ihrer zwischenmenschlichen Beziehungen, gemessen mit der Interpersonal Check List (IPC) und dem Inventory of Interpersonal Problems (IIP-D) (p ≤ 0,005), berichteten. Darüber hinaus zeigten die mit PPT behandelten Patienten einen signifikanten Anstieg ihrer Bewältigungsfähigkeiten, gemessen mit der Coping Capacity Scale (BIKEB) (p ≤ 0,005). Insgesamt zeigte die Studie, dass die PPT eine wirksame Therapieform für eine Reihe von psychischen Störungen ist und dass ihre positiven Auswirkungen über einen längeren Zeitraum aufrechterhalten werden können (p ≥ 0,05; VEV: F = 1179; SCL-90-R: F = 2473).
In der Diskussion erörterten die Forscher das Dilemma der Wahl zwischen einem experimentellen Design, bei dem die interne Validität im Vordergrund steht, und einem, das unter kontrollierten Bedingungen durchgeführt wird, um eine hohe externe Validität zu erreichen. Sie erkannten den bedauerlichen Mangel an Wirksamkeitsstudien an und betonten, dass das in dieser Studie verwendete experimentelle Design als eine bedeutende Stärke angesehen werden kann. Die computergestützte Qualitätssicherungsstudie zur Positiven Psychotherapie (PPT) wurde 1997 mit dem Richard-Merten-Preis ausgezeichnet, einem der renommiertesten Preise im Gesundheitswesen in Europa. Der Preis wird seit 1992 vom Kuratorium mit dem Ziel vergeben, außergewöhnliche Arbeiten zu würdigen, die zur Verbesserung der medizinischen, pharmazeutischen oder pflegerischen Behandlung beitragen und einen bemerkenswerten Fortschritt im medizinischen, sozialen, sozialpolitischen oder wirtschaftlichen Bereich des Gesundheitswesens darstellen.

### Akademische Arbeiten
Die weit verbreitete Anwendbarkeit und kulturelle Eignung der PPT ist auf die zahlreichen Kollegen zurückzuführen, die motiviert und unterstützt werden, wissenschaftliche Forschung zu betreiben. Außerdem wird bei vielen Praktikern, die mit PPT in Berührung gekommen sind, das Interesse am Publizieren neu geweckt, da sie nicht mehr an die Beschränkungen und Anforderungen einer bestimmten Schule gebunden sind. Es gibt Belege dafür, dass etwa 5 Habilitationsschriften und fast zwanzig Dissertationen über PPT veröffentlicht wurden, hauptsächlich aus Deutschland, Russland, Bulgarien und der Ukraine. Darüber hinaus wurden etwa 50 Bachelor- und Masterarbeiten zu diesem Thema verfasst.
Die meisten Forschungsarbeiten zur PPT haben sich auf ihre Anwendung in psychosomatischen, medizinischen, psychiatrischen, psychologischen und pädagogischen Bereichen konzentriert. Diese Fokussierung gibt einen Einblick in die möglichen Bereiche zukünftiger wissenschaftlicher Untersuchungen. Ein Überblick über die in diesen wissenschaftlichen Arbeiten behandelten Themen zeigt, dass die PPT ein breites Spektrum an klinischen und nicht-klinischen Anwendungen hat, wobei bestimmten Modellen besondere Aufmerksamkeit gewidmet wird.
Neben der Forschung zur Psychosomatik in verschiedenen Organsystemen gibt es auch vergleichende und transkulturelle Studien. Diese Studien konzentrierten sich auf die besonderen Aspekte der therapeutischen Beziehung und wie diese auf pädagogische Kontexte angewendet werden kann. Ein Teil der Forschungen wurde im sozialpädagogischen Rahmen durchgeführt und zeigt die potenziellen Anwendungen und Möglichkeiten der "Positiven Pädagogik" auf.

### Veröffentlichungen
Die Veröffentlichungen zur PPT bestehen aus dem umfangreichen Quellenmaterial ihres Begründers und aus den Arbeiten seiner Schüler. Zu diesen wissenschaftlichen Veröffentlichungen gesellen sich populärwissenschaftliche Werke, die in verschiedenen Zeitschriften erschienen sind und in den Listen der wissenschaftlichen Literatur nicht auftauchen. Peseschkian hat 29 Bücher geschrieben, die in 23 Sprachen übersetzt wurden. Das am weitesten verbreitete Buch ist Oriental Stories as Tools in Positive Psychotherapy: The Merchant and the Parrot. Weitere wichtige Bücher sind Psychotherapie des Alltags, PPT, Positive Familientherapie und PPT in der psychosomatischen Medizin. In seinen letzten Lebensjahren veröffentlichte Peseschkian eine Reihe von Selbsthilfebüchern zu verschiedenen Lebensbereichen.
Beginnend mit der Gründung der Deutschen Zeitschrift für PPT im Jahr 1977 wurden Kollegen in der PPT ermutigt, ihre Forschungsergebnisse zu veröffentlichen und ihre Fälle zu teilen. Zusätzlich begannen die Quellenveröffentlichungen von Peseschkian in den 1990er Jahren Sekundärpublikationen anzuhäufen. Da sich in den letzten 20 Jahren in verschiedenen Ländern neue nationale Verbände für PPT gebildet haben, wurden in Russland, der Ukraine, Bulgarien und Rumänien Zeitschriften der PPT gegründet.
Einige der wichtigsten PPT-Veröffentlichungen sind hier aufgeführt:
- Peseschkian, Nossrat (1987). Positive Psychotherapie - Theorie und Praxis einer neuen Methode. Berlin: Springer-Verlag. ISBN 978-0-387-15794-8. (übersetzt) (erste deutsche Ausgabe 1977)
- Peseschkian, Nossrat (2016). Orientalische Geschichten als Techniken in der Positive Psychotherapie. Bloomington, USA: AuthorHouse. ISBN 978-1-5246-6087-1. (deutsche Erstausgabe 1977)
- Peseschkian, Nossrat (2016). In Search of Meaning: Positive Psychotherapy Step by Step. Bloomington, USA: AuthorHouse. ISBN 978-1-5246-3161-1. (deutsche Erstausgabe 1983)
- Peseschkian, Nossrat (2016). Positive Familientherapie: Handbuch der Positive Psychotherapie für Therapeuten und Familien. Bloomington, USA: AuthorHouse. ISBN 978-1-5246-6204-2. (deutsche Erstausgabe 1980)
- Peseschkian, Nossrat (2016). Positive Psychosomatik: Clinical Manual of Positive Psychotherapy. Bloomington, USA: AuthorHouse. ISBN 978-1-5246-3661-6.
- Peseschkian, Nossrat (2016). Positive Psychotherapie des täglichen Lebens: Ein Selbsthilfe-Leitfaden für Einzelpersonen, Paare und Familien mit 250 Fallgeschichten. Bloomington, USA: AuthorHouse. ISBN 978-1-5246-3143-7.(Deutsche Erstausgabe 1974)
- Messias, Erick; Peseschkian, Hamid; Cagande, Consuelo, Hrsg. (2020). Positive Psychiatrie, Psychotherapie und Psychologie. Clinical Applications. Springer Nature Schweiz AG. ISBN 978-3-030-33263-1.

### PPT-Journal
The Global Psychotherapist (JGP) ist eine digitale Zeitschrift, die sich auf die PPT konzentriert und den von Peseschkian seit 1977 etablierten Prinzipien folgt. Sie dient als interdisziplinäre Plattform für die Veröffentlichung von Artikeln über die Praxis und Anwendung des humanistisch-psychodynamischen Ansatzes der positiven und transkulturellen Psychotherapie. Die Zeitschrift erscheint halbjährlich, jeweils im Januar und Juli. Artikel, die bei JGP eingereicht werden, durchlaufen ein strenges Doppelblind-Peer-Review-Verfahren, um die Qualität und Integrität der Veröffentlichung zu gewährleisten. Die Zeitschrift nimmt Artikel in englischer, russischer und ukrainischer Sprache entgegen.
- ISSN 2710-1460 (online)
- doi:10.52982/197700

The Global Psychotherapist verfolgt eine Open-Access-Politik, die die freie Verbreitung wissenschaftlicher Informationen und den globalen Wissensaustausch fördert, mit dem Ziel, den sozialen Fortschritt voranzutreiben. Die Zeitschrift ist fest davon überzeugt, dass der uneingeschränkte Zugang zu ihren Inhalten der breiten Öffentlichkeit zugutekommt. Die Autoren haben die Freiheit, die Lizenz zu wählen, unter der ihre Arbeit veröffentlicht wird, wobei sie die vollen Rechte an ihren Inhalten behalten.
Darüber hinaus erlaubt die Redaktionspolitik der Zeitschrift den Autoren, jede Version ihrer veröffentlichten Artikel ohne Sperrfrist in einem Repositorium ihrer Wahl zu hinterlegen, sei es ein institutionelles Repositorium oder eine andere geeignete Plattform. Dadurch wird sichergestellt, dass die Forschungsergebnisse für die wissenschaftliche Gemeinschaft zugänglich und leicht verfügbar bleiben.

## Vorgehen

### Ziele
Die Ziele der PPT sind
- Entwicklung eines positiven und transkulturellen Ansatzes in der Psychotherapie und Psychosomatik
- Erziehung, Selbsthilfe und Prävention
- Förderung des interkulturellen Verständnisses
- Integration verschiedener therapeutischer Richtungen

Nach dem Verständnis der PPT sind die traditionelle Psychotherapie und Medizin oft durch drei Kriterien beschreibbar:
a) das psychopathologische Vorgehen mit dem Ziel, Krankheiten, Störungen und Konflikte zu beseitigen,
b) eine Vielfalt von Methoden, die nebeneinander bestehen,
c) die passive Haltung des Patienten.
Die PPT versucht, das traditionelle Vorgehen zu erweitern:
a) positives Vorgehen als Antwort auf Psychopathologie,
b) das inhaltliche Vorgehen als Mediator für die Zusammenarbeit verschiedener Fachdisziplinen (Balancemodell, Grundfähigkeiten, Aktualfähigkeiten),
c) die fünfstufige Therapie und Selbsthilfe im Sinne der positiven Konfliktbewältigung, zur Aktivierung des Patienten und Förderung der Therapeut-Patient-Beziehung – gemäß dem orientalischen Spruch: „Das Glück kann man nur festhalten, wenn man es weitergibt“.

### Hauptprinzipien
Die drei Hauptprinzipien in der PPT sind das positive, das inhaltliche und das strategische Vorgehen (Prinzipien der Hoffnung, der Balance und der Beratung):
1. Das Prinzip der Hoffnung findet sich vor allem darin, dass man nicht sofort versucht, eine Störung zu beseitigen, sondern zunächst erstmal in ihrem weiteren Kontext zu verstehen und ihre positiven Aspekte anzusprechen. Das Wort „positiv“ (von lat. „positum“) bedeutet hier „tatsächlich“, „vorgegeben“, „wirklich“ – die positiven Therapeuten wollen dem Klienten also helfen, die Störung transparent zu machen und ihren Sinn zu sehen (Grundfähigkeiten und Aktualfähigkeiten).
Dementsprechend wird Krankheit umgedeutet. Beispiele:
  - Schlafstörung ist die Fähigkeit, wachsam zu sein und mit wenig Schlaf auszukommen
  - Depression ist die Fähigkeit, mit tiefster Emotionalität auf Konflikte zu reagieren
  - Schizophrenie ist die Fähigkeit, in zwei Welten zu leben oder sich in eine Phantasiewelt zu begeben

Durch dieses Vorgehen geschieht ein Standortwechsel, nicht nur des Klienten, sondern auch des Umfelds. Erkrankungen haben somit eine symbolische Funktion, die Therapeut und Patient zunächst gemeinsam erkennen müssen. Der Klient erfährt, dass seine Symptome und Beschwerden Signale sind, seine vier Lebensbereiche in eine neue Balance zu bringen.
2. Das Prinzip der Balance: Konfliktdynamik und Konfliktinhalte. Die vier Qualitäten des Lebens sowie primäre und sekundäre Fähigkeiten.
Trotz kultureller und sozialer Unterschiede und der Einzigartigkeit jedes Menschen kann man beobachten, dass alle Menschen bei der Bewältigung ihrer Probleme zu typischen Formen der Konfliktverarbeitung greifen. Thomas Kornbichler erklärt:
Nossrat Peseschkian hat mit dem Balancemodell der PPT (einer innovativen zeitgenössischen Variante der Dynamischen Psychotherapie) ein anschauliches Modell der Konfliktverarbeitung in verschiedenen Kulturen formuliert
  1. Körper, Sinne – Psychosomatik,
  2. Leistung, Aktivität – Stressfaktoren,
  3. Kontakt, Mitmenschen – Depression,
  4. Fantasie, Zukunft, Weltanschauung – Ängste und Phobien.

Wenn wir durch Stressoren oder Mikrotraumatisierung in Bedrängnis geraten, können wir unsere Konfliktsituation in vier typischen Formen der Konfliktverarbeitung zum Ausdruck bringen:
  - körperorientierte Modi
  - leistungsorientierte Modi
  - beziehungsorientierte Modi
  - fantasieorientierte Modi

Diese vier Bereiche sind in allen Menschen angelegt; in der westlichen Hemisphäre liegen die Schwerpunkte oft mehr auf den Bereichen Körper/Sinne und Beruf/Leistung; im Orient dagegen in den Bereichen Kontakt, Fantasie und Zukunft (transkultureller Aspekt der PPT).
Kontaktarmut und Fantasielosigkeit sind Gründe für viele psychosomatischen Krankheiten. Jeder Mensch entwickelt seine eigenen Präferenzen, wie er auftretende Konflikte verarbeitet. Durch die einseitige Ausbildung einer Form der Konfliktverarbeitung geraten die anderen in den Hintergrund.
Diese Einseitigkeiten in den vier Qualitäten des Lebens führen zu acht typischen Modi der Konfliktverarbeitung, je nachdem, ob es sich um eine aktive oder passive Variante handelt:
  - Überkompensation im Körperkult (narzisstische Überwertigkeit des Körpers)
  - Dekompensation in die somatische Krankheit (Somatisierung, stoffgebundene Süchte, Risikofaktoren: Übergewicht etc.)
  - Überkompensation in Aktivität und Leistung
  - Dekompensation in Leistungs- und Konzentrationsstörungen
  - Überkompensation in die Geselligkeit
  - Dekompensation in die Einsamkeit
  - Überkompensation in Größenfantasien, Wahnstörungen usw.
  - Dekompensation in Sinnlosigkeitserlebnisse, Existenzängste usw.

Der Konfliktinhalt (z. B. Pünktlichkeit, Sauberkeit, Ordnung, Höflichkeit, Vertrauen, Zeit, Geduld) wird durch primäre und sekundäre Fähigkeiten beschrieben, die auf den Grundfähigkeiten Liebesfähigkeit und Erkenntnisfähigkeit basieren. Dies kann auch als inhaltliche Differenzierung von Freuds klassischem Instanzenmodell verstanden werden.
3. Das Prinzip der Beratung: Die fünf Stufen der Therapie und Selbsthilfe.
Die fünf Stufen stellen ein Konzept der PPT dar, innerhalb dessen Therapie und Selbsthilfe eng aufeinander bezogen sind. Der Patient und seine Angehörigen werden gemeinsam über seine Krankheit und individuelle Auswege informiert:
  1. Stufe: Beobachtung, Distanzierung (Wahrnehmungsfähigkeit: die Fähigkeit, Wünsche und Probleme zum Ausdruck zu bringen)
  2. Stufe: Inventarisierung (kognitive Fähigkeiten: Ereignisse in den letzten 5–10 Jahren)
  3. Stufe: Situative Ermutigung (Selbsthilfe und Ressourcenaktivierung des Patienten: die Fähigkeit, von gesunden Anteilen und Erfolgen bei bisheriger Konfliktverarbeitung Gebrauch zu machen)
  4. Stufe: Verbalisierung (kommunikative Fähigkeiten: die Fähigkeit, noch offene Konflikte und Probleme in den vier Qualitäten des Lebens zum Ausdruck zu bringen)
  5. Stufe: Zielerweiterung (ethische und moralische Fähigkeiten des Patienten für die Zukunft: die Frage: „Was machen, wenn Sie keine Beschwerden und Probleme mehr haben, – welche Ziele haben Sie in den nächsten 3–5 Jahren?“)

Hilfe zum Standortwechsel: Ein Weg, die Ressourcen des Klienten zu mobilisieren statt beharrlich alte, bekannte Probleme zu wälzen sind Geschichten und Spruchweisheiten. Geschichten, Parabeln, Gleichnisse, Weisheiten erleichtern in der PPT den gedanklichen und emotionalen Standortwechsel – „Man kann auf seinem Standort stehen, aber man sollte nicht darauf sitzen bleiben.“
Vorurteile und Ressentiments lassen sich durch transkulturelle Beispiele und Geschichten abbauen. Diese können ein wertvoller Ansatz sein zu einer Veränderung des Bewusstseins. Diese ihrerseits ist Voraussetzung für Veränderungen in Medizin, Politik, Wirtschaft und im Umweltverhalten.

## Menschenbild
Die PPT stellt die individuelle Entwicklung des Menschen in den Kontext der Globalisierung: Zum ersten Mal in der Geschichte der Menschheit ist eine globale, vernetzte Gesellschaft im Entstehen, deren Hauptmerkmal ihre kulturelle Vielfalt ist.
Der Prozess der Globalisierung – nicht nur auf der politischen, sondern vor allem auf der mentalen Ebene – geht nicht ohne Herausforderungen vonstatten. Dies wird als Herausforderung interpretiert, das methodische Vorgehen entsprechend der heutigen Situation auszugestalten. Dies erfordert ein Umdenken – von einer monokulturellen und monoätiologischen Betrachtungsweise hin zu einer multikulturellen und multiätiologischen. Diese Erfahrungen und Überlegungen führten Peseschkian dazu, den Menschen – besonders in der Psychotherapie – nicht nur als isoliertes Einzelwesen zu begreifen, sondern auch seine zwischenmenschlichen Beziehungen und – wie es seiner eigenen Entwicklung entspricht – seine „transkulturelle“ Situation zu berücksichtigen, die ihn erst zu dem machen, was er ist:
„Eigene Erfahrungen sind teuer, fremde Erfahrungen sind kostbar.“
Das Menschenbild der PPT kann mit dem der humanistischen Psychologie verglichen werden. Im Gegensatz zum Triebdeterminismus in der klassischen Psychoanalyse oder dem Bild einer „menschlichen Maschine“ in der klassischen Verhaltenstherapie gilt der Mensch in der PPT als grundsätzlich gut und gesund.
Er hat eine Fülle von Fähigkeiten, die wie Samenkörner angelegt sind, die durch die Erziehung und Selbsterziehung entwickelt werden können und müssen.